# Dunaj
Dunaj (německy Donau, slovensky Dunaj, maďarsky Duna, chorvatsky Dunav, srbsky a bulharsky Дунав / Dunav, rumunsky Dunărea, ukrajinsky Дунай / Dunaj) je po Volze druhá nejdelší řeka Evropy (30. nejdelší na světě), která protéká územím celkem 10 zemí (Německo, Rakousko, Slovensko, Maďarsko, Chorvatsko, Srbsko, Bulharsko, Rumunsko, Moldavsko a Ukrajina), přičemž nezřídka tvoří jejich státní hranici. Délka toku činí 2811 km (s nejdelší zdrojnicí Breg 2857 km). Povodí má rozlohu 801 463 km² (téměř 8 % plochy Evropy).
Dunaj má mezi světovými řekami několik prvenství: leží na něm nejvíce hlavních měst (4: Vídeň, Bratislava, Budapešť a Bělehrad), protéká nejvíce státy (10) a také na jeho povodí je nejvíce států (20 včetně Kosova).

## Název a náboženský význam
Jméno Dunaj a jeho obdoby v dalších jazycích jako latinské Danubius, německé Donau nebo anglické Danube lze vyložit z praindoevropského *dehanu- „řeka“, stejně jako v případě jmen jako je Don, Dněpr a Dněstr. Tento slovní kořen lze také spojit s jmény bohyň jako je hinduistická Dánu, irská Danu a velšská Dôn a se jmény řeckých mytických postav: Danaos, Danaovny a Danaé. Je možné že *dehanu- specificky odkazovalo na hypotetickou říční bohyni v praindoevropském náboženství.
Název řeky má mnoho podob v různých jazycích, vedle výše jmenovaných úředních jsou to např. bavorsky Doana, slovinsky Donava, španělsky a italsky Danubio, rusky Дунай, anglicky a francouzsky Danube, latinsky Danubius, albánsky Danubi nebo Tuna, turecky Tuna. Dunaj byl označován také jako Tonach, později také Donaw. Starým jménem (zejména) dolního Dunaje bylo latinské Hister, Ister, pocházející z řeckého Ἴστρος (Ístros).

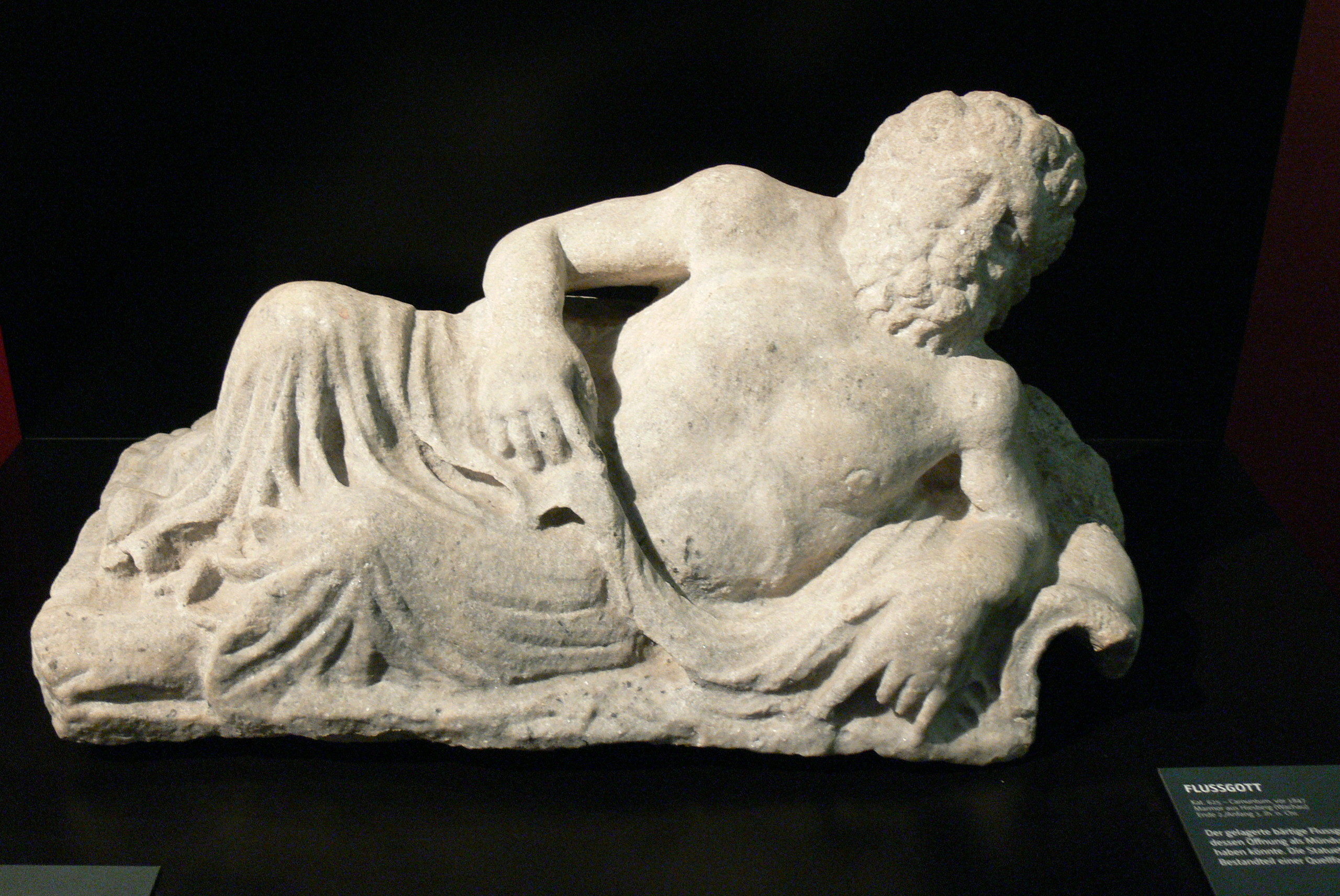
Římská socha říčního boha, snad Danubia, 3. století

Řekům byl Dunaj znám jako Istros (Ιστρος) a byl považován za jednoho z Potamoi, říčních bohů, synů Ókeana a Tethydy a bratrů Ókeanid, bohyň pramenů. V Hésiodově Theogonii jsou zmiňovány jeho „krásné vody“ a Ailiános Klaudios je označen za krále řek své země. Podle Arriána musel Alexandr Makedonský obětovat za přechod Dunaje Diovi, Héraklovi a Istru. Římané boha stejně jako řeku označovali jménem Danubius či Danuvius a zpodobnili ho například na sloupu Trajána a Marka Aurelia. Jeho jméno se také objevuje na několika oltářích, někdy společně se jmény božstev řek Sávy a Drávy, znám je také Danubiův chrám v Aquincu, dnešní Budapešti. V Augusta Vindelicum, dnešním Augsburgu, byl nalezen oltář kde byl uctíván společně s Jupiterem Optimem Maximem, ochráncem severní hranice, měl snad tedy také válečnou funkci či chránil hranici.

## Průběh toku
Zdrojnice Dunaje pramení ve Schwarzwaldu na jihozápadě Německa a vzniklý veletok ústí mohutnou deltou do Černého moře. Dunaj protéká geologicky a geomorfologicky velmi pestrým a složitým územím, mezi Českým masivem a Alpami, Karpatskou kotlinou, Valašskou nížinou a několika velkými průlomy.

### Pramen
Už staří Římané znali řeku, která z velké části tvořila severní hranici jejich impéria, pod latinským názvem Danubius. Podle legendy vyslal římský vojevůdce své vojáky hledat pramen řeky. Ti narazili na úpatí Schwarzwaldu v místech, kde dnes leží město Donaueschingen, na silný minerální pramen, který zde sice do řeky vyvěrá, ale není jejím počátkem. Vojákům se nechtělo prodírat se černými lesy ke skutečnému prameni a označili toto místo za pramen Dunaje. Toto pojetí se vžilo a i dnes nese řeka své jméno až od města Donaueschingen, kde je dokonce zřídlo obezděné jako její symbolický pramen. Ve skutečnosti na území města vzniká Dunaj především soutokem říček Breg a Brigach, v nadmořské výšce 672 m. Delší zdrojnicí je Breg, ale vodnější je Brigach. Pramen Bregu je sice v mapách označen jen jako Bregquelle („pramen Bregu“), ale informační tabulky v okolí ho nazývají Donauquelle („pramen Dunaje“), aby zvýšily turistickou přitažlivost místa. Pramen se nachází pouhých 100 m od hlavního evropského rozvodí mezi Dunajem a Rýnem, v nadmořské výšce 1078 m. Je třikrát blíže Severnímu moři a čtyřikrát blíže Středozemnímu moři než Černému moři, do nějž jeho vody odtékají.

### Propadání

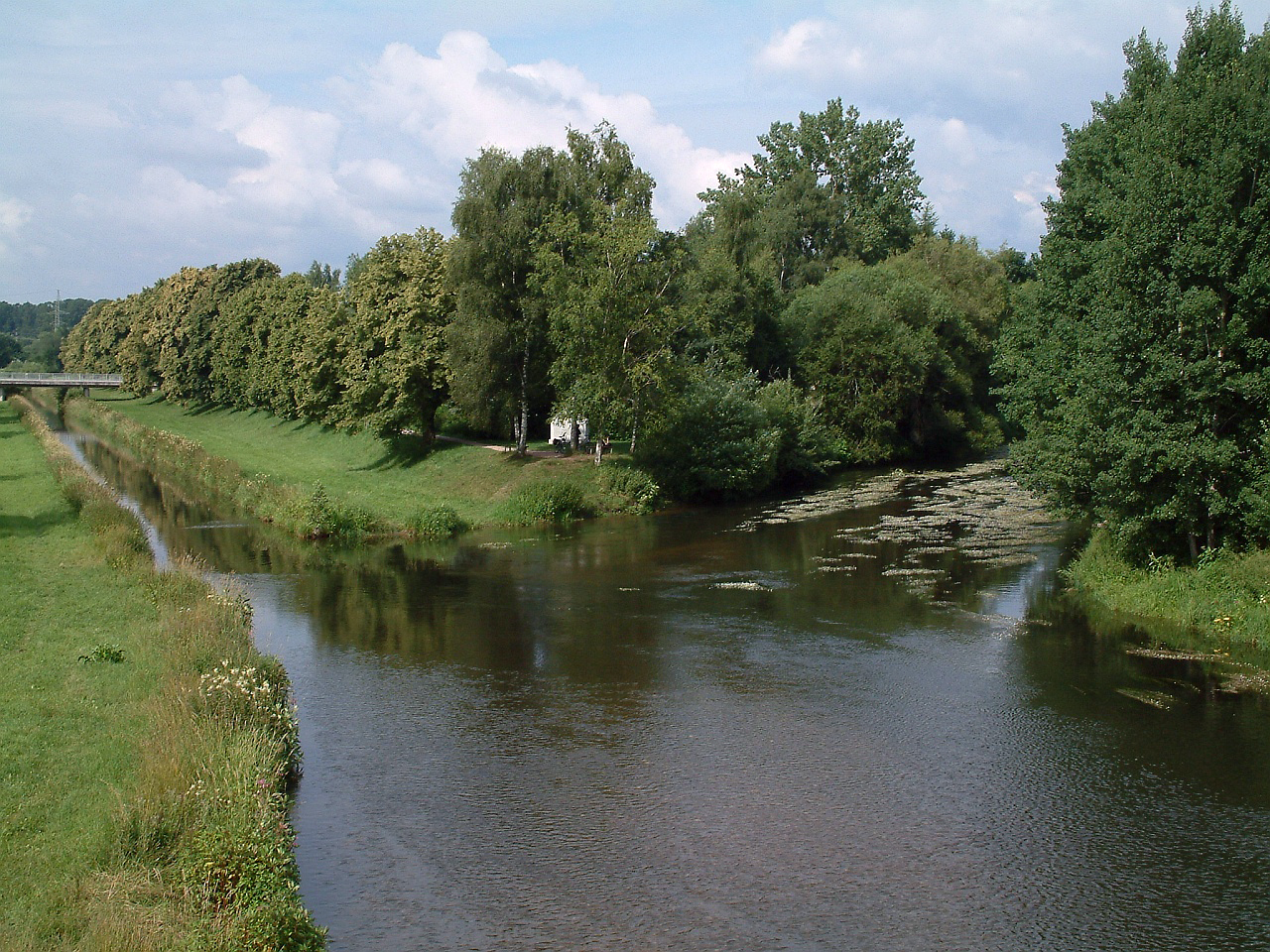
Soutok zdrojnic Breg a Brigach u Donaueschingenu

Nedaleko za soutokem Brigachu a Bregu prochází Dunaj jižní částí krasového pohoří Švábská Alba, nazývaného také Švábský Jura. V oblasti mezi obcí Immendingen a městem Fridingen dochází k tzv. propadání Dunaje (Donauversinkung). Značná část vod Dunaje zde prosakuje do podzemních jeskynních systémů a vyvěrá asi 12 km jižněji u města Aach jako Radolfzeller Aach. Tato řeka pak ústí do Bodamského jezera na Rýnu. Povodí nejhořejšího Dunaje nad touto oblastí tak vlastně patří současně do úmoří Severního i Černého moře.

### Horní tok
Na horním toku je Dunaj náhorní řekou postupně rostoucí ve veletok. Teče zhruba po hranici mezi hercynikem (Jihozápadoněmecká stupňovina, Český masiv) na severu a alpinikem (Alpenvorland) na jihu. Pravý břeh je nižší a Dunaj z této strany přijímá větší přítoky: Iller, Lech, Isar a zejména Inn, který je v místě soutoku srovnatelně mohutný jako Dunaj samotný. Díky nim získává Dunaj průtokové charakteristiky (vodní režim) alpských řek, přestože jí sám není. Na území Rakouska se Dunaj zařezává do jižního okraje Českého masivu a protéká malebnými kaňony, z nichž největší je Wachau. Zprava se vlévají Traun, Enže, Ybbs, zleva Aist. Pod Kremží vstupuje Dunaj do Tullnské kotliny, přijímá zleva Kamp a zprava Traisen; Vídeňskou (či Korneuburskou) branou se pak prolamuje do Panonie.
Šířka koryta nad Ulmem dosahuje 20 až 100 m a níže roste na 350 m ve Vídni. Rychlost toku se pohybuje od 1 do 2,8 m/s. Místy je koryto obehnáno napřimovacími a protipovodňovými hrázemi.

### Střední tok

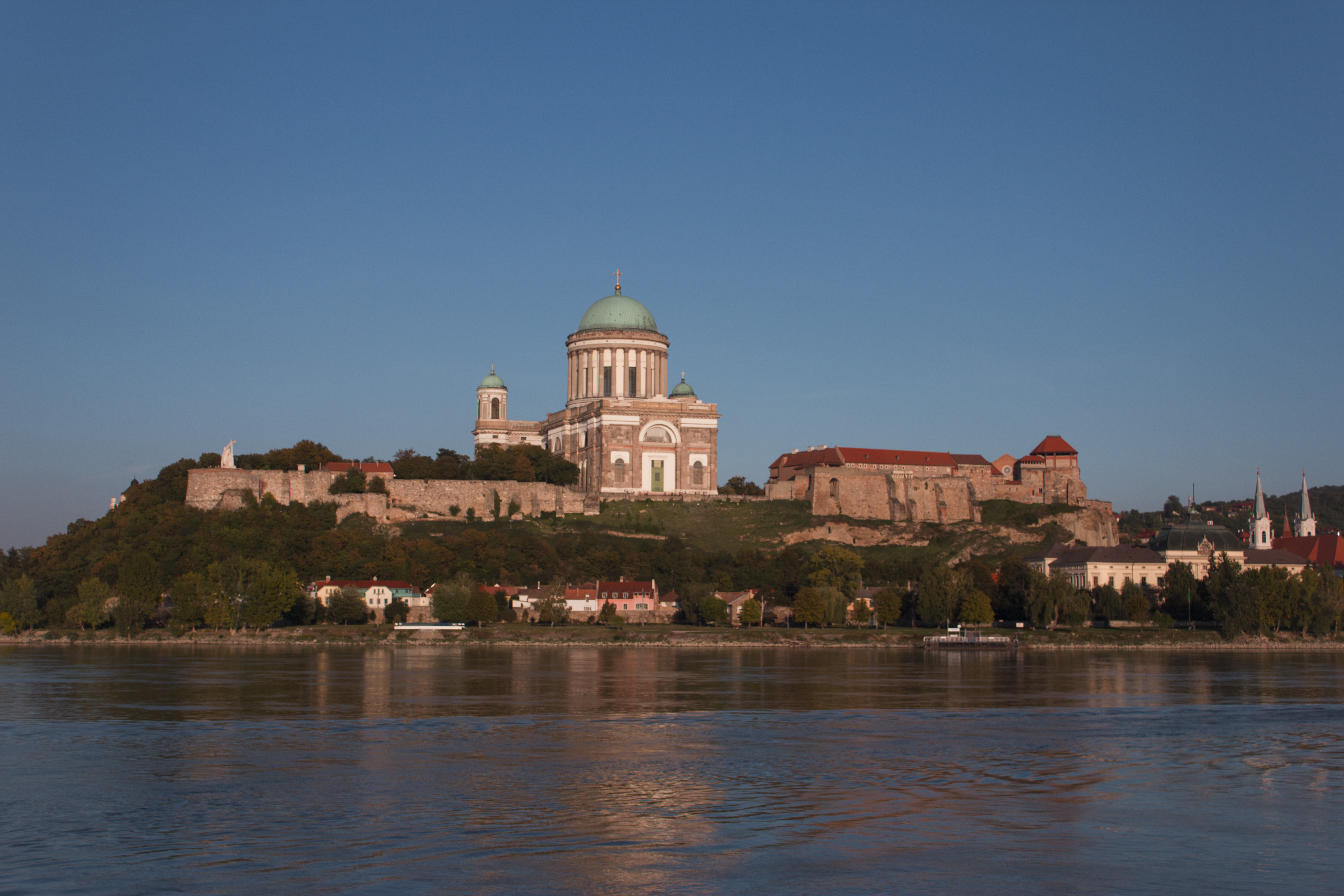
Dunaj v Ostřihomi

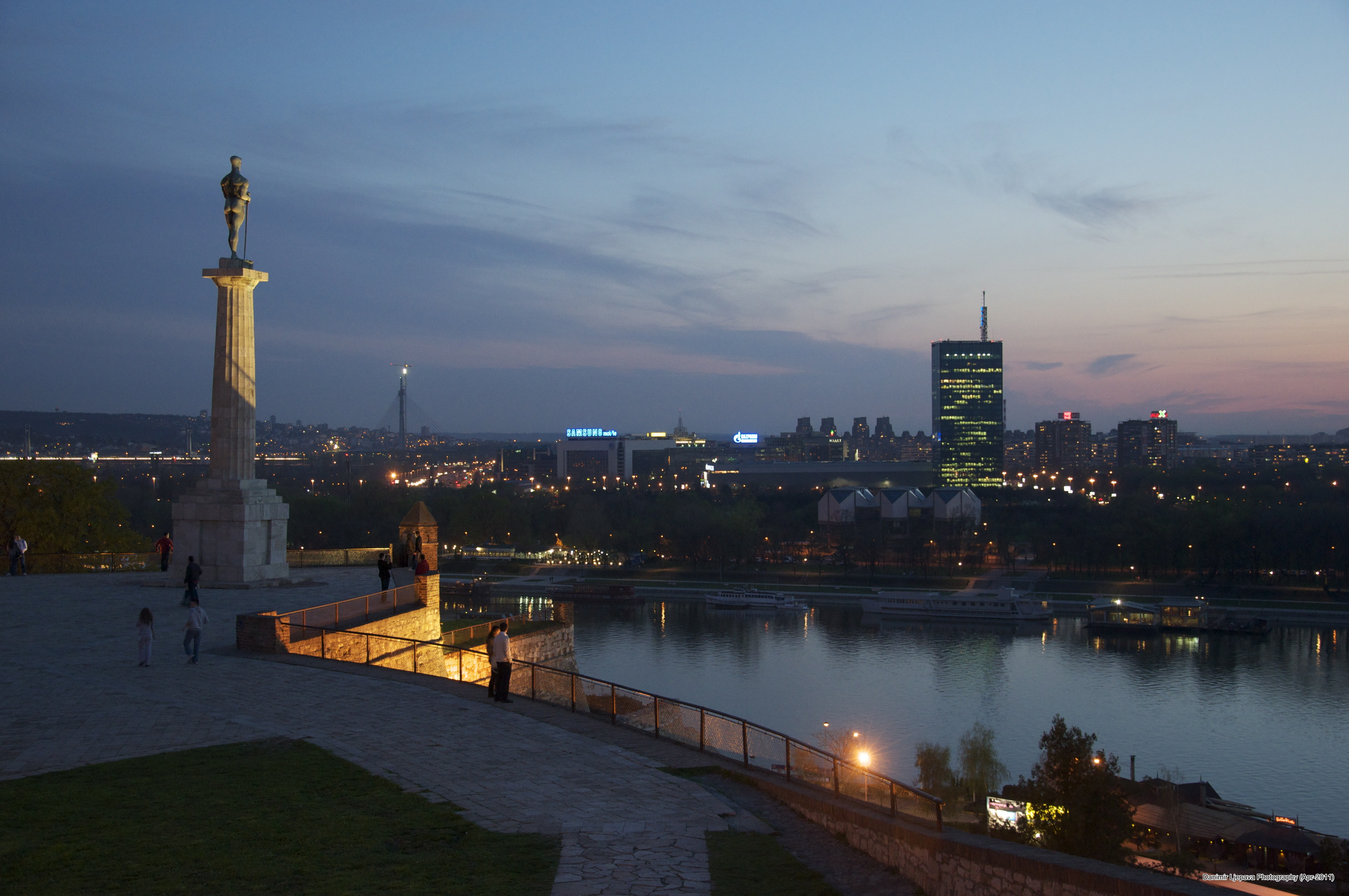
Soutok se Sávou poblíž citadely v Bělehradě

Střední tok začíná nad Vídní a končí soutěskou Železná vrata. Řeka zde protéká Panonskou pánví neboli Karpatskou kotlinou. Říční údolí je široké 5 až 20 km a často zaplavované. Koryto je členité, rozvětvené a rychlost toku se pohybuje od 0,3 do 1,1 m/s. Výjimkou jsou místa, kde Dunaj překonává příčná horská pásma a jeho tok se zužuje (až na 150 m, údolí na 0,6 až 1,5 km), prohlubuje (na 15 až 20 m) a zrychluje (na 2,2 až 4,7 m/s). V důsledku regulačních prací bylo hlavní koryto mnohde napřímeno a kolem dunajské nivy s mnoha rameny, meandry a lužními lesy byly postaveny ochranné hráze.
Pod Vídní protéká Dunaj Vídeňskou pánví (jižně od Moravského pole), kde je jeho zachovalý přirozený tok chráněn v národním parku Donau-Auen. Ihned poté, co přijme svůj dosud největší levý přítok, Moravu, vstupuje do Devínské brány, jíž překonává jižní okraj Malých Karpat. Zde se rozkládá slovenská metropole Bratislava. Za ní se otevírá Malá uherská nížina (na slovenské straně Podunajská nížina), kde Dunaj tvoří hranici mezi Slovenskem a Maďarskem a rozlévá se do rozsáhlé ploché vnitrozemské delty, tvořené vedle hlavního toku rameny Malý Dunaj na severu a Mošonský Dunaj na jihu. Tyto obtékají velké říční ostrovy Žitný a Szigetköz. Do Mošonského Dunaje se zprava vlévají Litava a Rába. Delta končí v Komárně opětovným sjednocením dunajských ramen, obohacených zleva o přítok Váhu.
Po přijetí Hronu a Ipľu (oba zleva) vstupuje Dunaj do další velké soutěsky, na přechodu Maďarského středohoří. Místo je známo jako Dunajské ohbí, neboť Dunaj zde svůj dosud zhruba východní směr ostře mění na směr jižní. Následně protéká Budapeští, vytváří velký ostrov Csepel a pokračuje přímo na jih po západním okraji Velké uherské nížiny, až 20 km širokou nivou s mnoha mrtvými rameny. V tomto úseku nepřijímá žádné významné přítoky (kromě Sió zprava) a vlivem suchého stepního klimatu vodu spíše ztrácí. V Srbsku poblíž Iloku pak opět mění směr na východ a obtéká východním směrem pohoří Fruška Gora. Zde na dně Karpatské kotliny se do něj teprve vlévá několik velkých řek: Dráva (z Alp a Chorvatska), Tisa (přítok s největším povodím), srbská Morava a přímo v Bělehradě vůbec největší dunajský přítok, řeka Sáva.
Na středním toku Dunaje se po obou jeho březích nacházejí dlouhé sypané hráze, které byly zbudovány jako obrana před rozsáhlými povodněmi, které v 19. a ještě na počátku 20. století způsobovaly v některých zemích rozsáhlé škody.
Na hranici Srbska a Rumunska vede Dunaj největším ze svých průlomových údolí, Železnými vraty. Jeho původně rychlý a peřejnatý tok je zde od 70. let vzedmut a zastaven stejnojmennou přehradou. Hloubka toku v nejužším místě, Velké Kazanské soutěsce, už před regulací přesahovala 50 metrů.

### Dolní tok

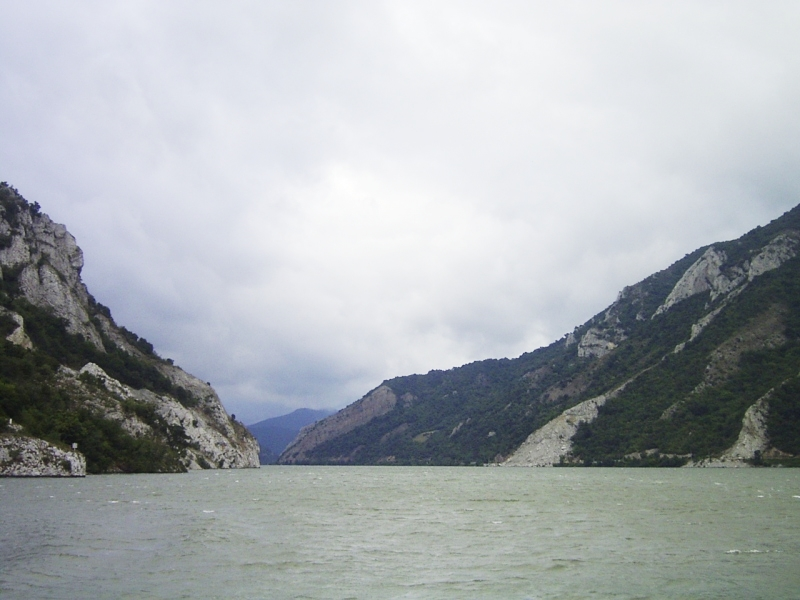
Železná vrata

Po opuštění Železných vrat Dunaj teče jako nížinná řeka Dolnodunajskou rovinou. Zaplavované údolí je široké 7 až 20 km a řeka se v něm rozvětvuje na mnohá ramena a průtoky. Šířka toku místy dosahuje 1 až 2 km, hloubka je průměrně 5 až 7 m a rychlost toku 0,5 až 1 m/s. Na skoro 500 km dlouhé hranici mezi Rumunskem a Bulharskem překlenují Dunaj pouze dva mosty, jiné spojení je možné jen trajektem. Přítoky dolního toku jsou oproti Dunaji řádově menší, přesto nejsou bezvýznamné: zleva Jiu, Olt, Argeș, Siret, Prut, zprava Iskar, Osam, Jantra. Běžně se zde vyskytují limanová ústí. Asi 50 km před černomořským pobřežím Dunaj ještě uhýbá k severu, a u Galați, posledního velkoměsta na toku, se teprve obrací definitivně na východ k moři. Na hranici Rumunska a Ukrajiny, před městem Tulcea, začíná jeho deltové ústí.

### Delta
V deltě o rozloze 3500 km² se Dunaj dělí na tři hlavní ramena: od severu Kilijské (pohraniční a nejmohutnější), Sulinské (nejpřímější) a Svatojiřské. Naprostá většina delty leží v Rumunsku a je přírodní lokalitou světového významu, chráněnou UNESCO. Do Černého moře se Dunaj vlévá jako jeho největší přítok.

## Přítoky

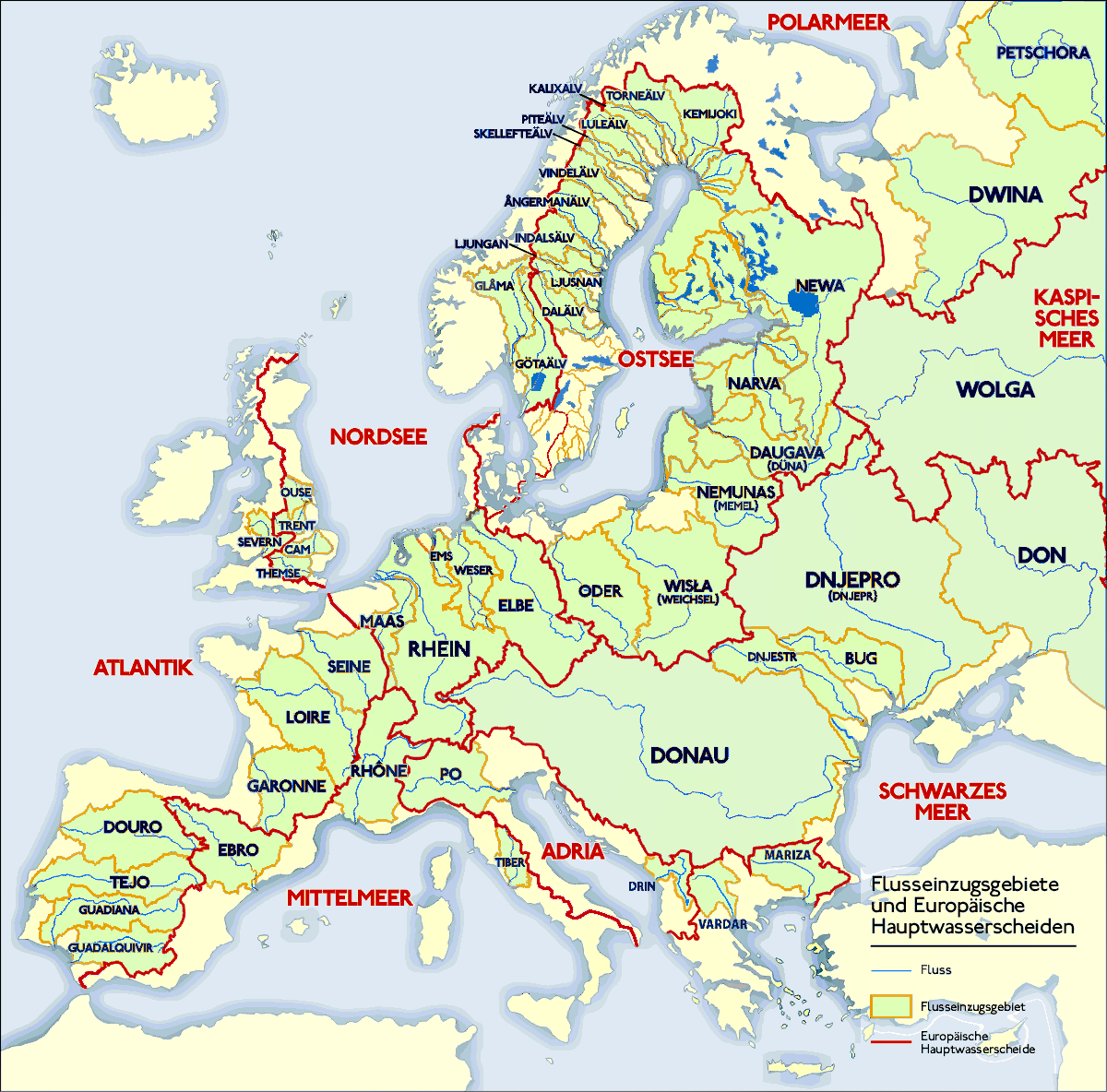
Povodí a hlavní toky v Evropě

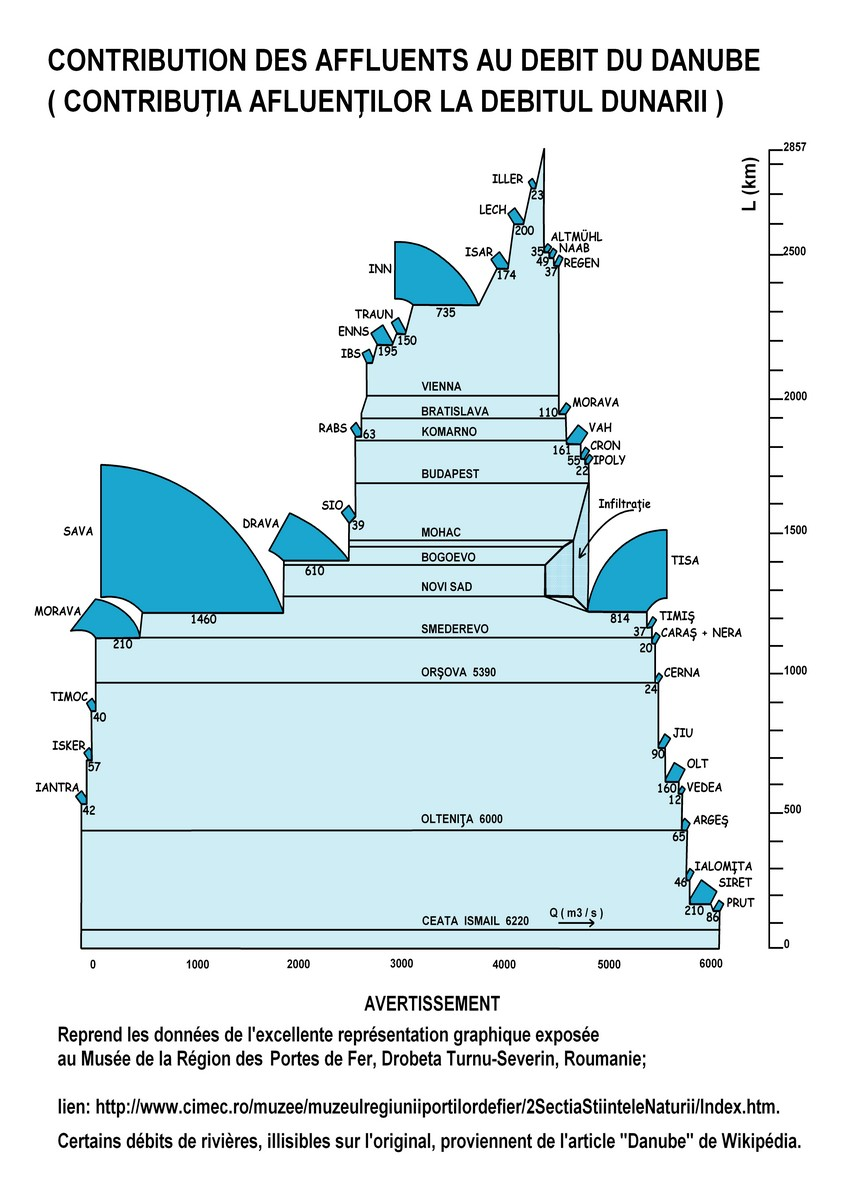
Schéma toku Dunaje s největšími přítoky z hlediska objemu (mohutnosti)

Dunaj přijímá více než 300 přítoků, z nichž na 34 je možná vodní doprava. Nejvýznamnější zachycuje tabulka.
| řkm  | Řeka         | Místo soutoku s Dunajem | Strana přítoku | Délka (km) | Prům. průtok v ústí (m³/s) | Povodí (km²) |
| ---- | ------------ | ----------------------- | -------------- | ---------- | -------------------------- | ------------ |
| 2588 | Iller        | Ulm                     | pravá          | 146        | 90                         | 2 152        |
| 2496 | Lech         | Marxheim                | pravá          | 255        | 115                        | 3 919        |
| 2412 | Altmühl      | Kelheim                 | levá           | 227        | 24                         | 3 258        |
| 2385 | Nába         | nad Řeznem              | levá           | 197        | 49                         | 5 514        |
| 2379 | Řezná        | Řezno                   | levá           | 191        | 40                         | 2 878        |
| 2282 | Isar         | pod Deggendorfem        | pravá          | 292        | 174                        | 8 962        |
| 2225 | Inn          | Pasov                   | pravá          | 518        | 735                        | 26 053       |
| 2125 | Traun        | Linec                   | pravá          | 156        | 150                        | 4 277        |
| 2119 | Enže         | Enns                    | pravá          | 254        | 200                        | 6 084        |
| 2066 | Ybbs         | Ybbs an der Donau       | pravá          | 138        | 31                         | 1 300        |
| 1985 | Kamp         | pod Kremží              | levá           | 153        | 9                          | 1 758        |
| 1880 | Morava       | Devín (Bratislava)      | levá           | 358        | 110                        | 26 734       |
| 1830 | Litava       | Mosonmagyaróvár         | pravá          | 180        | 9                          | 2 138        |
| 1794 | Rába         | Győr                    | pravá          | 283        | 18                         | 10 113       |
| 1766 | Váh          | Kolárovo/Komárno        | levá           | 403        | 196                        | 10 640       |
| 1716 | Hron         | Štúrovo                 | levá           | 298        | 54                         | 5 453        |
| 1708 | Ipeľ         | Szob                    | levá           | 232        | 21                         | 5 151        |
| 1498 | Sió          | Szekszárd               | pravá          | 121        | 39                         | 14 953       |
| 1383 | Dráva        | pod Osijekem            | pravá          | 749        | 552                        | 40 120       |
| 1215 | Tisa         | Titel                   | levá           | 966        | 920                        | 156 087      |
| 1170 | Sáva         | Bělehrad                | pravá          | 992        | 1609                       | 97 713       |
| 1150 | Tamiš        | Pančevo                 | levá           | 359        | 47                         | 10 280       |
| 1105 | Velká Morava | Smederevo               | pravá          | 493        | 255                        | 38 207       |
| 1092 | Mlava        | Kostolac                | pravá          | 158        | 34                         | 2 810        |
| 1075 | Nera         | Banatska Palanka        | levá           | 143        | 13                         | 1 380        |
| 846  | Timok        | Kudelin                 | pravá          | 202        | 31                         | 4 626        |
| 692  | Jiu          | Zăval                   | levá           | 339        | 86                         | 10 080       |
| 685  | Ogosta       | pod Kozlodujem          | pravá          | 147        | 25                         | 3 157        |
| 637  | Iskar        | Gigen                   | pravá          | 368        | 54                         | 8 617        |
| 606  | Vit          | Somovit                 | pravá          | 188        | 14                         | 3 228        |
| 601  | Olt          | Turnu Măgurele          | levá           | 615        | 174                        | 24 050       |
| 596  | Osam         | Nikopol                 | pravá          | 314        | 16                         | 2 838        |
| 537  | Jantra       | Novgrad                 | pravá          | 285        | 47                         | 7 862        |
| 530  | Vedea        | pod Zimniceou           | levá           | 224        | 8                          | 5 430        |
| 492  | Rusenský Lom | Ruse                    | pravá          | 197        | 6                          | 2 985        |
| 432  | Argeș        | Oltenița                | levá           | 350        | 71                         | 12 550       |
| 231  | Ialomița     | Giurgeni                | levá           | 417        | 45                         | 10 350       |
| 155  | Siret        | Galați                  | levá           | 647        | 250                        | 44 811       |
| 134  | Prut         | Giurgiulești            | levá           | 953        | 110                        | 27 540       |
| 79   | Jalpuh       | nad Izmajilem           | levá           | 190        |                            | 4 300        |

## Vodní režim
Řeka má složitý vodní režim, ve kterém jsou výrazné tři fáze. Na jaře je nejvyšší vodní stav, v létě a na podzim dochází k nárazovým povodním a na konci podzimu a v zimě je vodní stav nejnižší. Hladina začíná stoupat v únoru až dubnu a na horním a středním toku se udržuje vysoká do května zatímco na dolním až do června. Celý vzestup hladiny se skládá ze dvou vln. První je způsobena táním sněhu v rovinách a druhá smíšená dešti a táním sněhu na horách. Nerovnoměrnost tání sněhu a srážek v různých částech povodí způsobují prudké kolísání hladiny. Když povodňové vlny z hlavních přítoků (Dráva, Tisa, Sáva) přijdou ve stejný čas, vytvoří se na Dunaji mohutná vlna, která může způsobit povodně. Ve druhé polovině léta hladina klesá, což je však přerušováno náhlými vzestupy při deštích. V říjnu a v listopadu deště způsobují podzimní povodně. V případě, že je teplá zima, může setrvat vysoký vodní stav a vzestupy hladiny mohou být způsobeny také ledovými zátarasy, což může vést až k vylití řeky z břehů a zatopení pobřežní roviny. Když je zima studená, tak má řeka nejnižší vodní stav.
Roční amplituda kolísání úrovně hladiny činí u Reni v deltě 4,5 až 5,5 m a v Budapešti 6 až 8 m. Průměrný roční průtok činí v Řezně 420 m³/s, ve Vídni 1900 m³/s a v ústí 6430 m³/s. Průměrně tak odvede za rok 203 km³ vody. Nejvyšší průtok na dolním toku je 20 000 m³/s a nejmenší 1800 m³/s. Do moře odnáší přibližně 120 Mt nánosů a rozpuštěných minerálních látek za rok. Zamrzá pouze v přiměřeně chladných zimách a to přibližně na 1,5 měsíce.

## Využití

### Doprava
Dunaj už odedávna hrál důležitou roli v dopravě mezi střední a jihovýchodní Evropou. Je jednou z nejvýznamnější vodních cest na kontinentě, ačkoliv intenzitu jeho využití snižuje relativně nízké soustředění průmyslové výroby na jeho březích (v porovnání se západoevropskými toky). Splavný je od Ulmu, resp. od Řezna pro větší lodě. Od Brăily jej mohou využívat i námořní lodě. V deltě je vodní doprava vedena Sulinským ramenem.
Dunajská vodní cesta je prostřednictvím kanálu Rýn–Mohan–Dunaj propojena se zbytkem Německa, západní Evropou a Severním i Středozemním mořem. Zvažované splavné propojení Dunaje přes české území s povodím Odry a Labe, tzv. kanál Dunaj–Odra–Labe, bylo v roce 2022 definitivně zavrženo. V Rumunsku lze zkrátit cestu do Černého moře plavbou průplavem do přístavu Konstanca.
V nákladní dopravě převažují rudné i nerudné suroviny a také šrot. Dále to jsou cement, uhlí, ropa a její produkty. V posledních letech stoupá i přeprava kontejnerů. Na řece se nachází více než 100 přístavů. Největší jsou Reni, Izmajil, Budapešť, Linec, Bělehrad. Po březích Dunaje vede známá cyklistická trasa Dunajská cyklostezka, součást Eurovelo 6.

### Energetika
Největší vodní elektrárna na řece je Železná vrata – Džerdap I, která byla vybudována v soutěsce Železná vrata na hranicích Rumunska a Srbska. Je třetí nejvýkonnější elektrárnou v Evropě. Pod ní se nachází druhá nejvýkonnější elektrárna na Dunaji, Železná vrata – Džerdap II. Další velká (Gabčíkovo) vznikla na Slovensku. V Rakousku bylo vybudováno několik vodních elektráren. V současné době není ve stavbě žádné vodní dílo, které by dunajský veletok přehradilo, od některých projektů bylo po roce 1990 upuštěno, například od elektrárny v Nagymarosi v Maďarsku.
Z přítoků jsou nejvíce využívány Váh, Dráva, Tisa, Iskar, Argeș, na kterých se nacházejí jak jednotlivé přehrady, tak i složité kaskády.

### Ostatní
Voda z řeky se využívá na zavlažování suchých oblastí zvláště v Bulharsku, Rumunsku, Maďarsku a Srbsku. Také se využívá na zásobování měst a průmyslových center vodou. Důležité je taky rekreační využití.
Průměrný výlov ryb představuje v oblasti delty Dunaje 2 až 3 tisíce tun ročně, z čehož převážná část připadá na dolní tok. V deltě roste na ploše 3000 km² skřípinec jezerní, který se využívá na výrobu celulózy.

## Státy na toku
Dunaj protéká nebo zasahuje na území 10 států:
- Německo (země Bádensko-Württembersko, Bavorsko)
- Rakousko (země Horní Rakousko, Dolní Rakousko, Vídeň)
- Slovensko (kraje Bratislavský, Trnavský a Nitranský)
- Maďarsko (župy Győr-Moson-Sopron, Komárom-Esztergom, Pest, Fejér, Tolna, Baranya, Bács-Kiskun)
- Chorvatsko (župy Osijecko-baranjská a Vukovarsko-sremská)
- Srbsko (autonomní oblast Vojvodina, obvod hl. m. Bělehradu, okresy Podunavlje, Braničevo, Bor)
- Rumunsko (župy Caraș-Severin, Mehedinți, Dolj, Olt, Teleorman, Giurgiu, Călărași, Ialomița, Constanța, Brăila, Galați, Tulcea)
- Bulharsko (oblasti Vidinská, Montanská, Vracká, Plevenská, Velikotarnovská, Rusenská, Silisterská)
- Moldavsko (okres Cahul)
- Ukrajina (Oděská oblast – historické území Budžak)

Čtyři ze států na Dunaji mají přístup jen k jednomu břehu řeky – jsou to Chorvatsko, Bulharsko, Moldavsko a Ukrajina. Pro pět států (Rakousko, Slovensko, Maďarsko, Srbsko a Moldavsko) plní Dunaj coby mezinárodní vodní cesta jistou náhradu za chybějící přístup k moři. 37 % délky toku (1 070,9 km) tvoří zároveň státní hranice.
| Pravý břeh | Pravý břeh       | Říční kilometr | Levý břeh        | Levý břeh |
| Země       | Délka břehu v km | Říční kilometr | Délka břehu v km | Země      |
| Německo    | 658,6            | 2888,77        | 687,0            | Německo   |
| Německo    | 658,6            | 2230,20        | 687,0            | Německo   |
| Rakousko   | 357,5            |                | 687,0            | Německo   |
| Rakousko   | 357,5            | 2201,77        | 687,0            | Německo   |
| Rakousko   | 357,5            | 321,5          | Rakousko         |           |
| Rakousko   | 357,5            | 321,5          | Rakousko         | 1880,26   |
| Rakousko   | 357,5            | 172,1          | Slovensko        |           |
| Rakousko   | 357,5            | 172,1          | Slovensko        | 1872,70   |
| Slovensko  | 22,5             | 172,1          | Slovensko        |           |
| Slovensko  | 22,5             | 172,1          | Slovensko        | 1850,20   |
| Maďarsko   | 417,2            | 172,1          | Slovensko        |           |
| Maďarsko   | 417,2            | 172,1          | Slovensko        | 1708,20   |
| Maďarsko   | 417,2            | 275,2          | Maďarsko         |           |
| Maďarsko   | 417,2            | 275,2          | Maďarsko         | 1433,00   |
| Chorvatsko | 137,5            | 358,0          | Srbsko           |           |
| Chorvatsko | 137,5            | 358,0          | Srbsko           | 1295,50   |
| Srbsko     | 449,9            | 358,0          | Srbsko           |           |
| Srbsko     | 449,9            | 358,0          | Srbsko           | 1075,00   |
| Srbsko     | 449,9            | 940,9          | Rumunsko         |           |
| Srbsko     | 449,9            | 940,9          | Rumunsko         | 845,65    |
| Bulharsko  | 471,6            | 940,9          | Rumunsko         |           |
| Bulharsko  | 471,6            | 940,9          | Rumunsko         | 374,10    |
| Rumunsko   | 374,1            | 940,9          | Rumunsko         |           |
| Rumunsko   | 374,1            | 940,9          | Rumunsko         | 134,14    |
| Rumunsko   | 374,1            | 0,6            | Moldavsko        |           |
| Rumunsko   | 374,1            | 0,6            | Moldavsko        | 133,57    |
| Rumunsko   | 374,1            | 53,9           | Ukrajina         |           |
| Rumunsko   | 374,1            | 53,9           | Ukrajina         | 79,63     |
| Rumunsko   | 374,1            | 79,6           | Rumunsko         |           |
| Rumunsko   | 374,1            | 79,6           | Rumunsko         | 0,00      |

### Významná města
- Donaueschingen, Tuttlingen, Sigmaringen, Ulm, Donauwörth, Ingolstadt, Řezno, Straubing, Deggendorf, Pasov
- Linec, Mauthausen, Grein, Ybbs, Melk, Dürnstein, Krems, Tulln, Korneuburg, Vídeň, Hainburg
- Bratislava, Komárno, Štúrovo
- Győr (na Mošonském Dunaji), Komárom, Ostřihom, Vác, Budapešť, Dunaújváros, Paks, Kalocsa, Baja, Moháč
- Vukovar, Ilok
- Bezdan, Apatin, Bačka Palanka, Novi Sad, Bělehrad, Pančevo, Smederevo, Donji Milanovac, Kladovo
- Moldova Veche, Orșova, Drobeta-Turnu Severin, Calafat, Corabia, Giurgiu, Călărași, Brăila, Galați, Tulcea, Sulina
- Vidin, Lom, Kozloduj, Svištov, Ruse, Tutrakan, Silistra
- Giurgiulești
- Reni, Izmajil

## Povodí

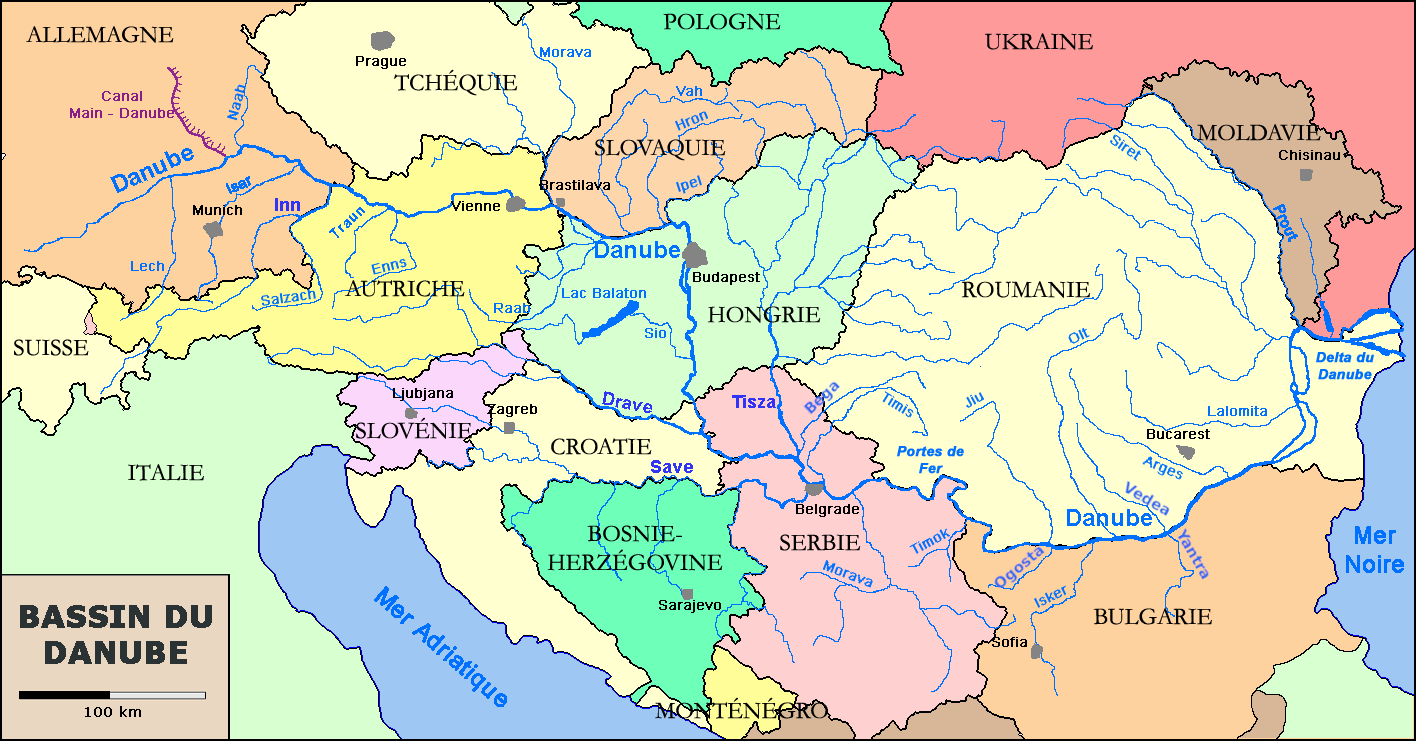
Povodí Dunaje

Velikostí povodí přes 800 tisíc km² je Dunaj v Evropě na druhém místě za Volhou. Jeho povodí zasahuje na území 20 států (včetně Kosova), což je téměř polovina všech států Evropy a nejvíce států na povodí jediné řeky na světě. Kromě zemí, jimiž Dunaj přímo protéká, jsou to ještě Švýcarsko, Česko, Polsko, Itálie, Slovinsko, Bosna a Hercegovina, Černá Hora, Albánie, Kosovo a Severní Makedonie, byť v některých případech se jedná o nepatrné zásahy.
Kompletně v povodí Dunaje se nachází Maďarsko, z drtivé většiny také Rakousko, Rumunsko, Slovensko, Slovinsko a Srbsko. Dále většina Bosny a Hercegoviny, Chorvatska, značná část Bulharska, Moldavska, Kosova, Černé Hory a Česka (povodí Moravy a okrajové části Šumavy), nezanedbatelná část Německa, Ukrajiny a Švýcarska. Pro Itálii, Polsko a Albánii jde jen o nepatrnou část území, u Severní Makedonie jde prakticky jen o odchylku státní hranice od přesné rozvodnice.

## Politické postavení a územní spory
Z geopolitického hlediska patří povodí Dunaje k dosti nestabilním oblastem, kde se jen během 20. století několikrát výrazně proměnily státní hranice. Současný rekordní počet států na toku a povodí Dunaje je důsledkem ústupu či rozpadu několika větších státních celků – v 19. století Osmanská říše, 1918 Rakousko-Uhersko, po roce 1990 Jugoslávie, Sovětský svaz a Československo. Komplikovaná etnická skladba dunajského povodí měla a má na tyto procesy významný vliv.
Během první světové války i druhé světové války měl Dunaj strategický význam. Státy, které měly na svém území část jeho toku, provozovaly válečná loďstva, prostřednictvím nichž mohly ostřelovat území druhých států. To byl případ i československé lodi Prezident Masaryk. Z Dunaje byl také bombardován Bělehrad na začátku první světové války.
Do roku 1914 se v soutěsce Železná vrata nacházela exkláva tureckého území, ostrov Ada Kale, který byl později připojen k Rumunsku a později v roce 1970 zcela zaplaven. Část středního toku Dunaje, kudy prochází hranice mezi Chorvatskem a Srbskem, je předmětem pohraničního sporu mezi oběma zeměmi, který trvá od roku 1991. Některá území si nárokuje Chorvatsko i Srbsko, o jiná nemá zájem nikdo z nich. Roku 2015 byl na jednom z těchto neobydlených území vyhlášen soukromý ministát Liberland.

## Právní režim
Dunaj je mezinárodní řeka a pravidla jejího používání stanoví mezinárodní dohody. Celkem nastaly tři etapy regulace problémů s používáním řeky. Nejprve to bylo období dvoustranných dohod (1774–1856), poté období mnohostranných dohod s účastí nedunajských vlád (1856–1945) a nakonec demokratický status řeky po druhé světové válce.
Důležitý význam měla smlouva z Küçük Kaynarca mezi Ruskem a Tureckem z roku 1774, na základě níž dosáhlo Rusko práva plavby po dolním toku Dunaje. Na základě dalších dohod z let 1812, 1826 a 1829 získalo Rusko plnou kontrolu nad všemi třemi základními rameny dunajské delty a nad plavbou po dolním toku řeky. Anglo-rakouská a rusko-rakouská dohoda o Dunaji z let 1838 a 1840 navrhla princip svobodné dopravy po řece.
Etapa regulace systémem mnohostranných dohod začala po Krymské válce. Na základě Pařížské smlouvy (1856) byla založena Evropská dunajská komise, která se skládala z Rakouska, Ruska a řady nedunajských zemí (Francie, Velká Británie, Prusko, Sardinie, Turecko). Prakticky se tato dohoda stala prostředkem nadvlády nedunajských zemí nad řekou a existovala do 1. světové války. Komise měla svou vlajku, administrativu, flotilu, policii, soud a mohla zakázat podunajským státům stavbu přístavních a hydrotechnických zařízení. Po skončení 1. světové války byla ujednána v srpnu 1920 dohoda v Paříži za účasti převážně nedunajských zemí. Poté byly 23. července 1921 přijaty konvence a závěrečný protokol o režimu plavby. Pro tok řeky od ústí do Ulmem byla znovu ustanovena Evropská dunajská komise (Francie, Velká Británie, Itálie, Rumunsko). Pro tok mezi Brăilou a Ulmem a síť říčních cest, jež byly stanoveny mezinárodními byla ustavena Mezinárodní dunajská komise s účastí dunajských (Německo, Rakousko, Maďarsko, Československo, Jugoslávie, Rumunsko) i nedunajských (Velká Británie, Itálie, Francie) zemí. Tyto komise měly široké pravomoce, které nebyly vždy v souladu podunajských zemí. Mezinárodní dunajskou komisi opustilo v roce 1936 Německo a po zabrání Německem také Rakousko (1938) a Československo (1938–39).
Po druhé světové válce se otázka Dunaje projednávala na postupimské konferenci, na shromáždění ministrů zahraničních věcí a na Pařížské konferenci v roce 1946. Nový status plavby byl vypracován na Bělehradské konferenci v roce 1948 za účasti podunajských (Sovětský svaz, Rumunsko, Bulharsko, Československo, Maďarsko, Jugoslávie) i nepodunajských (USA, Velká Británie, Francie) zemí. Rakousko mělo poradní hlas. Nová konvence o plavbě byla podepsána 18. srpna 1948 a vstoupila v platnost 11. května 1949. Nedunajské země ji odmítly podepsat. Byla založena nová Dunajská komise, která se skládala ze zástupců podunajských zemí.

## Historie

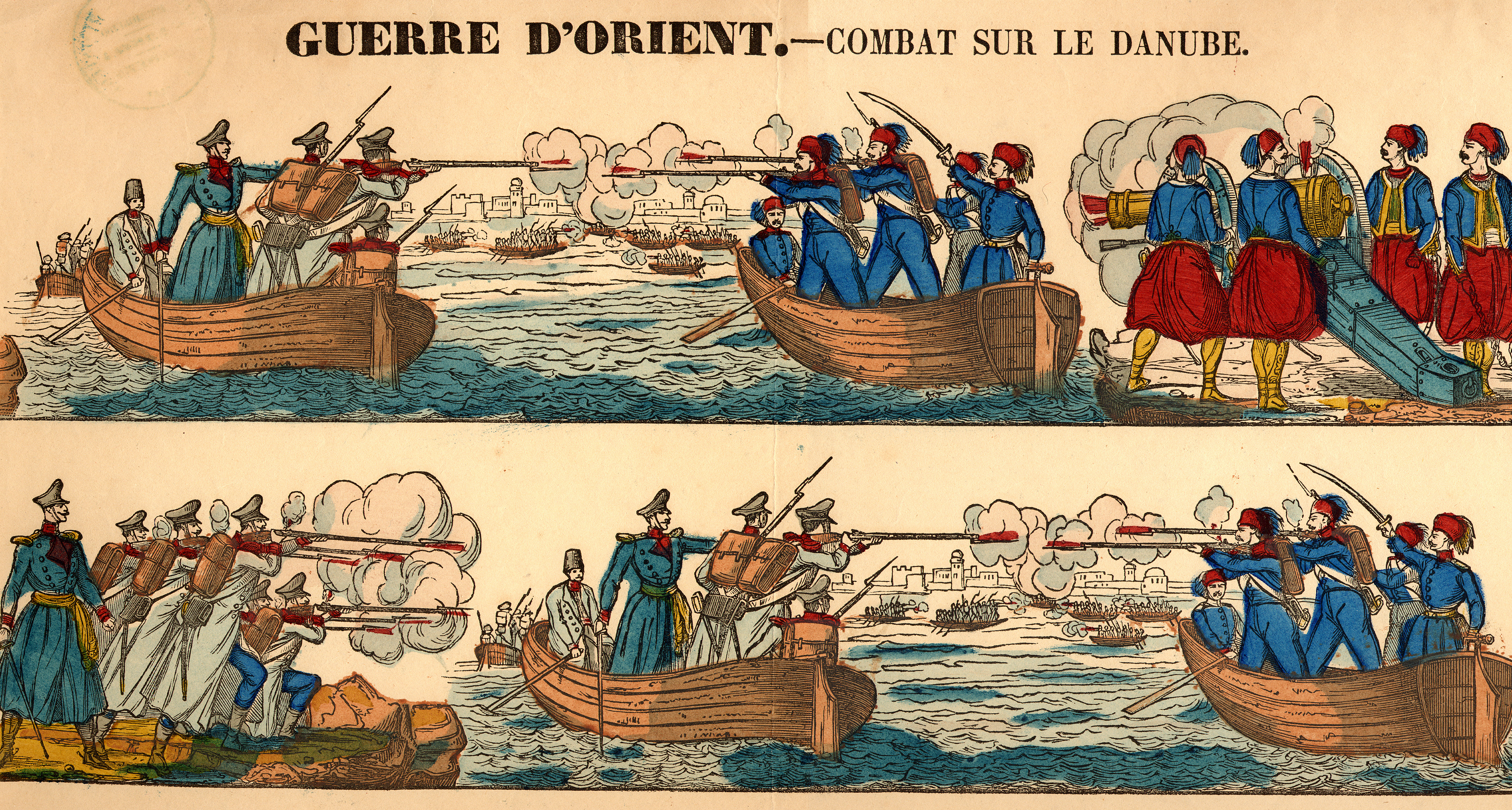
Boj mezi ruskými a tureckými silami na Dunaji v roce 1854, během krymské války (1853–1856)

Povodí Dunaje bylo místem některých nejranějších lidských kultur. Dunajské neolitické kultury zahrnují kultury s lineární keramikou ve středním Podunají. Mnoho nalezišť kultury Vinča (6.–3. tisíciletí př. n. l.) se nachází podél Dunaje, například Vinča v Srbsku. Vučedolská kultura (3. tisíciletí př. n. l.) ze stejnojmenného naleziště poblíž Vukovaru v Chorvatsku je známá svou keramikou.
Dareios I. Veliký, král Persie, překročil řeku koncem 6. století př. n. l., aby napadl evropskou Skytii a podrobil si Skyty.
Alexandr Veliký porazil v roce 336 př. n. l. triballského krále Syrma a severní barbarské thrácké a ilyrské kmeny při tažení z Makedonie až k Dunaji.
Za vlády Římanů tvořil Dunaj hranici Římské říše s kmeny na severu téměř od svého pramene až k ústí. Zároveň byl důležitou cestou pro přesuny vojsk a zásobování osad po proudu řeky. Od roku 37 n. l. až do vlády císaře Valentiniana I. (364–375) byl Dunajský limes severovýchodní hranicí říše, s občasnými narušeními, například pádem této hranice v roce 259. Římané překročili Dunaj a vstoupili do Dácie nejprve ve dvou bitvách v roce 102 a poté v roce 106 po postavení mostu v roce 101 u posádkového města Drobeta v oblasti Železných vrat. Toto vítězství nad Dáky pod vedením Decebala umožnilo vznik provincie Dacia, která však byla v roce 271 opuštěna císařem Aurelianem.
Avaři používali řeku jako svou jihovýchodní hranici v 6. století.

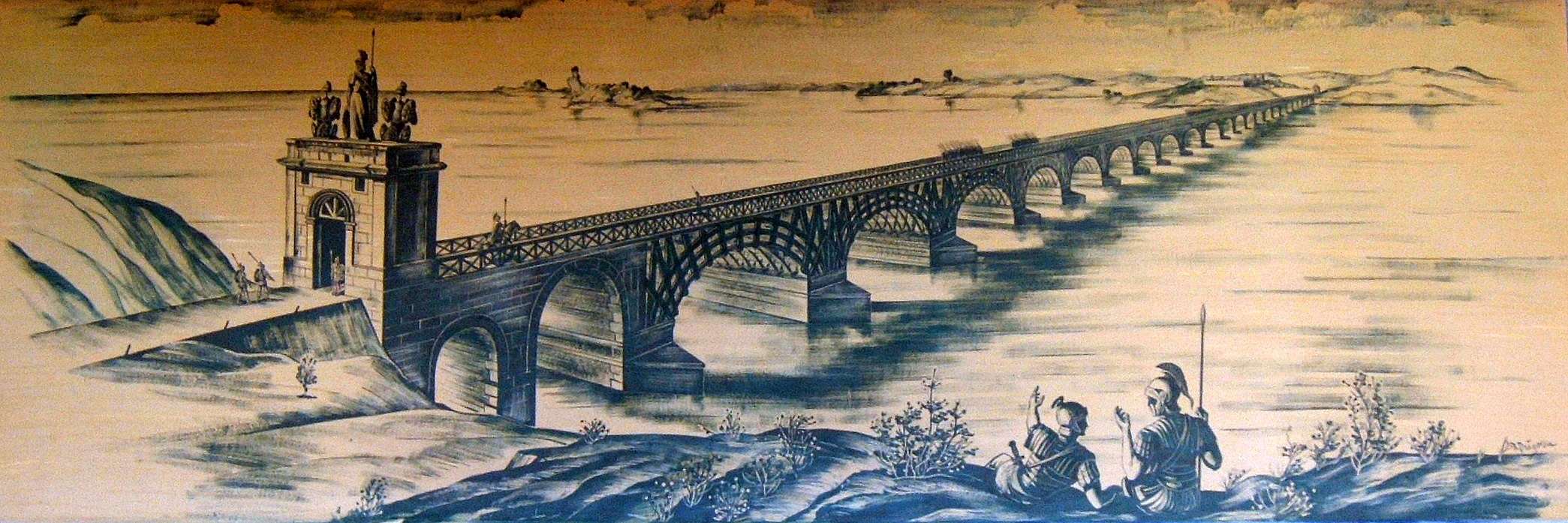
Nejstarší most přes Dunaj postavil Apollodóros z Damašku mezi lety 103 a 105 n. l. na příkaz císaře Trajána. Most se nacházel na území dnešního Srbska a Rumunska.
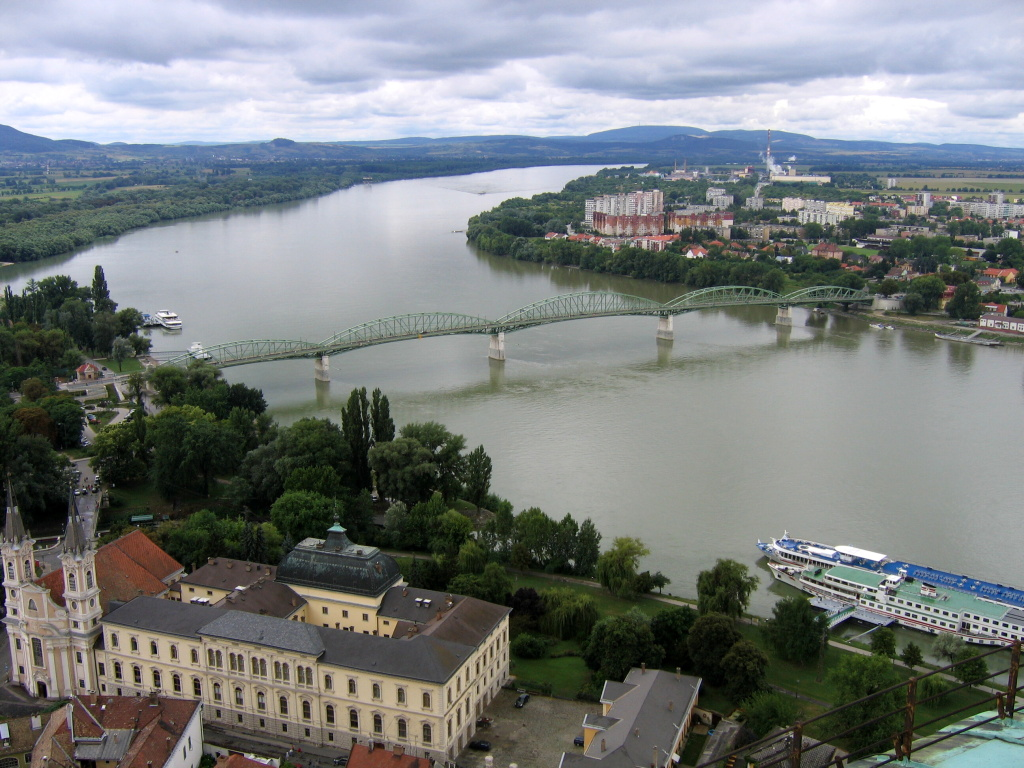
V oblasti Ostřihomi a Štúrova tvoří Dunaj hranici mezi Maďarskem a Slovenskem.
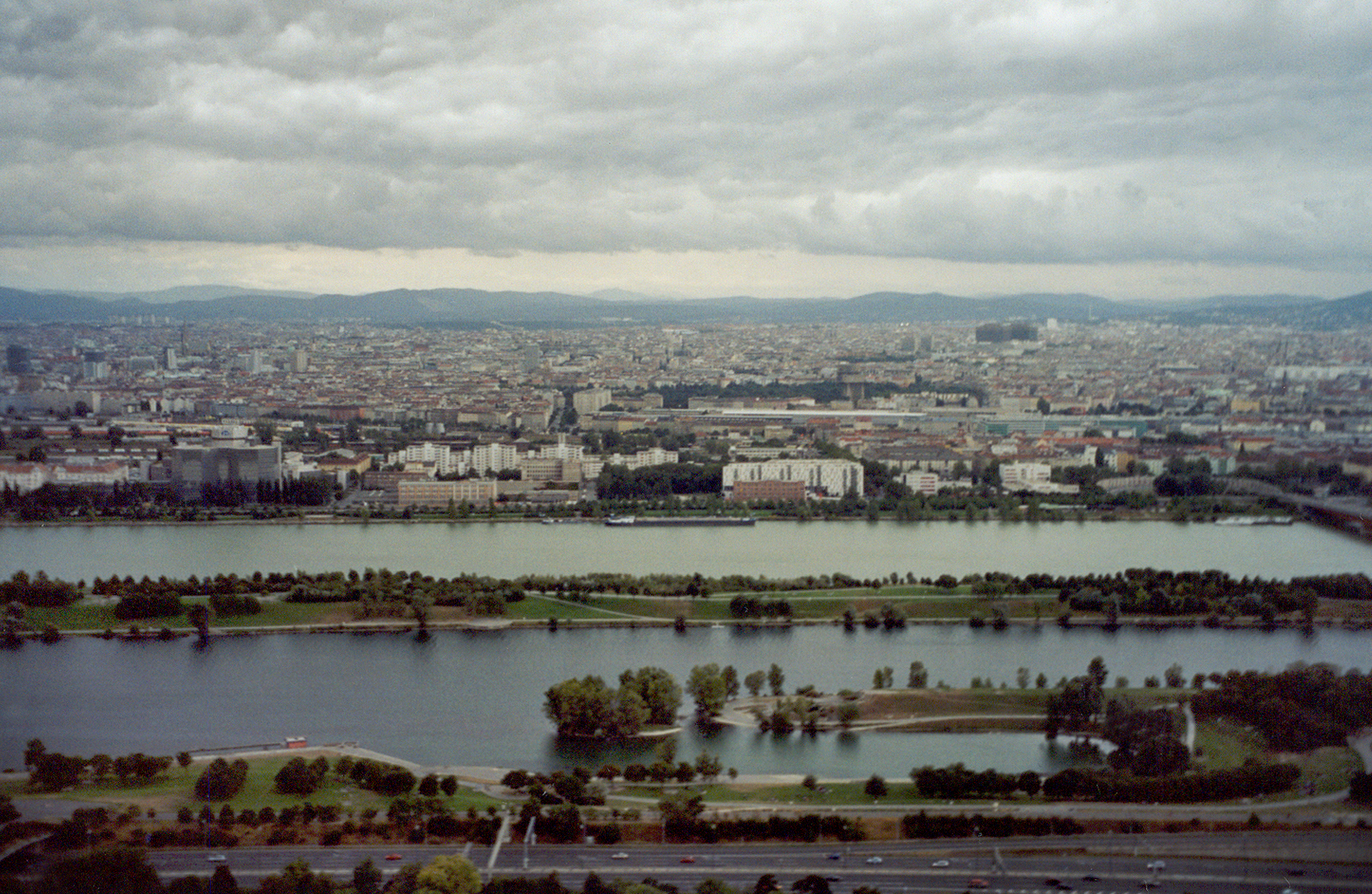
Dunaj ve Vídni.
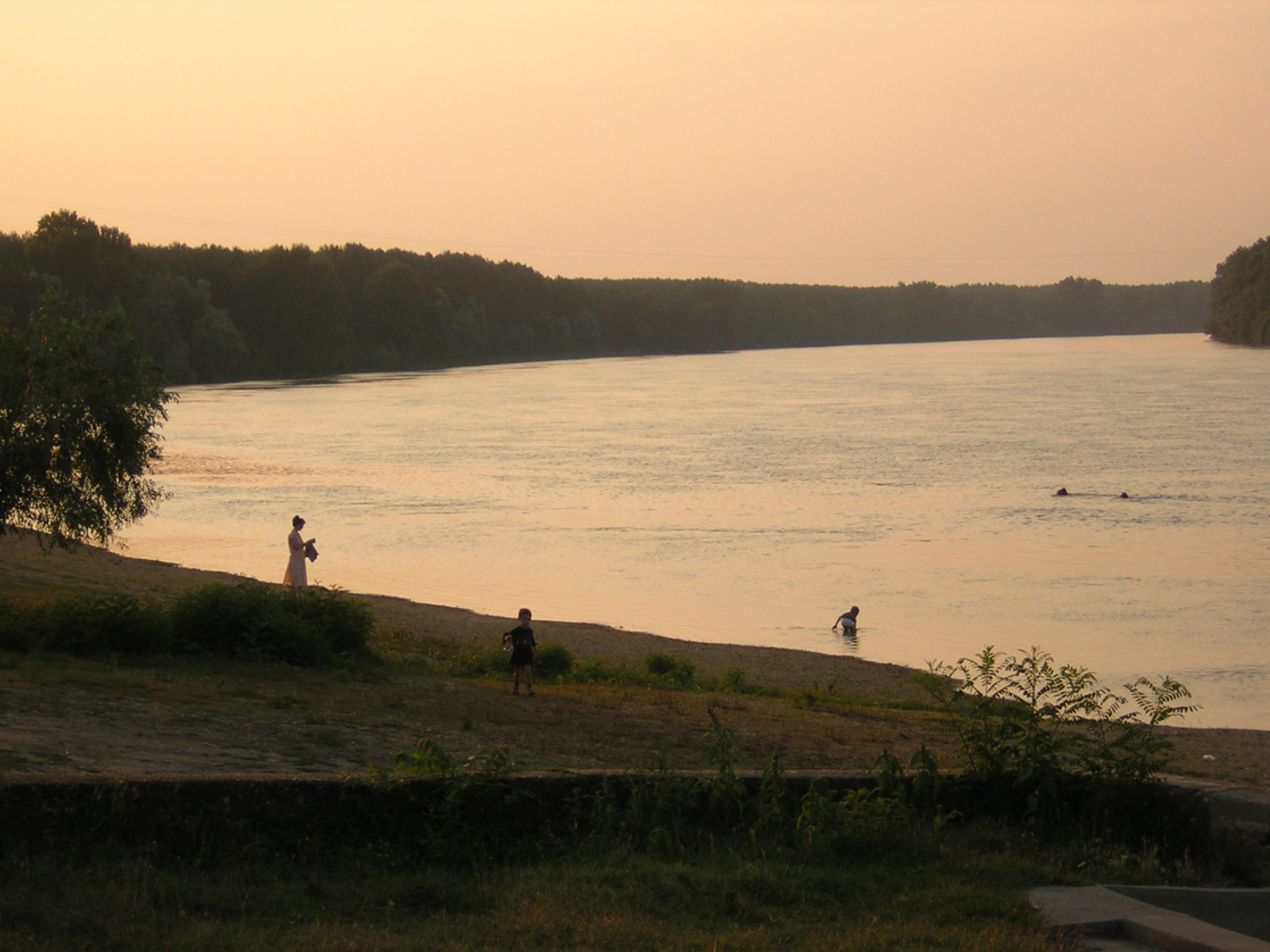
Dunaj mezi městem Belene a ostrovem Belene v Bulharsku.
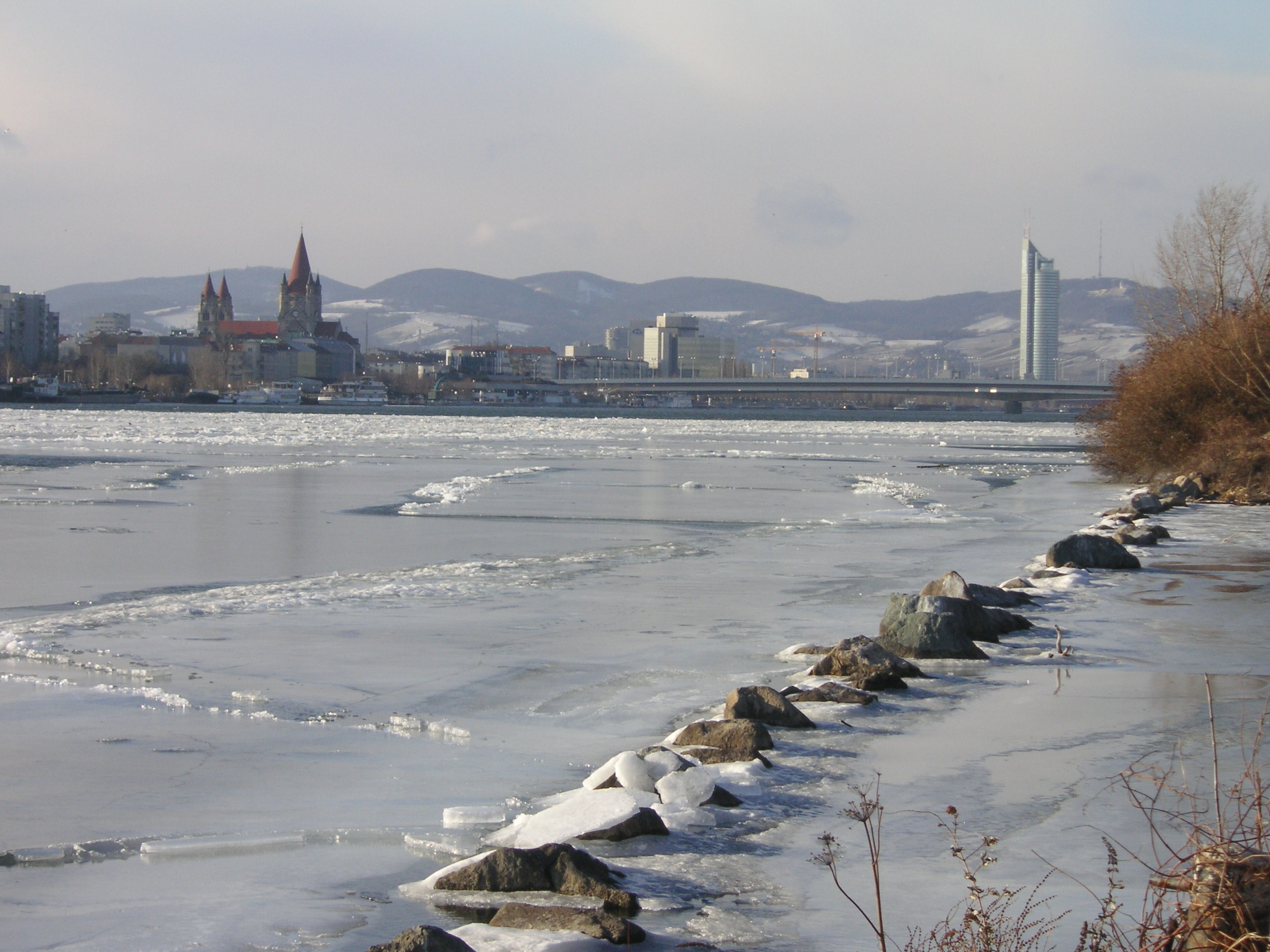
Pohled proti proudu z Donauinselu ve Vídni během neobvykle chladné zimy v únoru 2006. Dunaj zamrzá jen jednou nebo dvakrát za život.
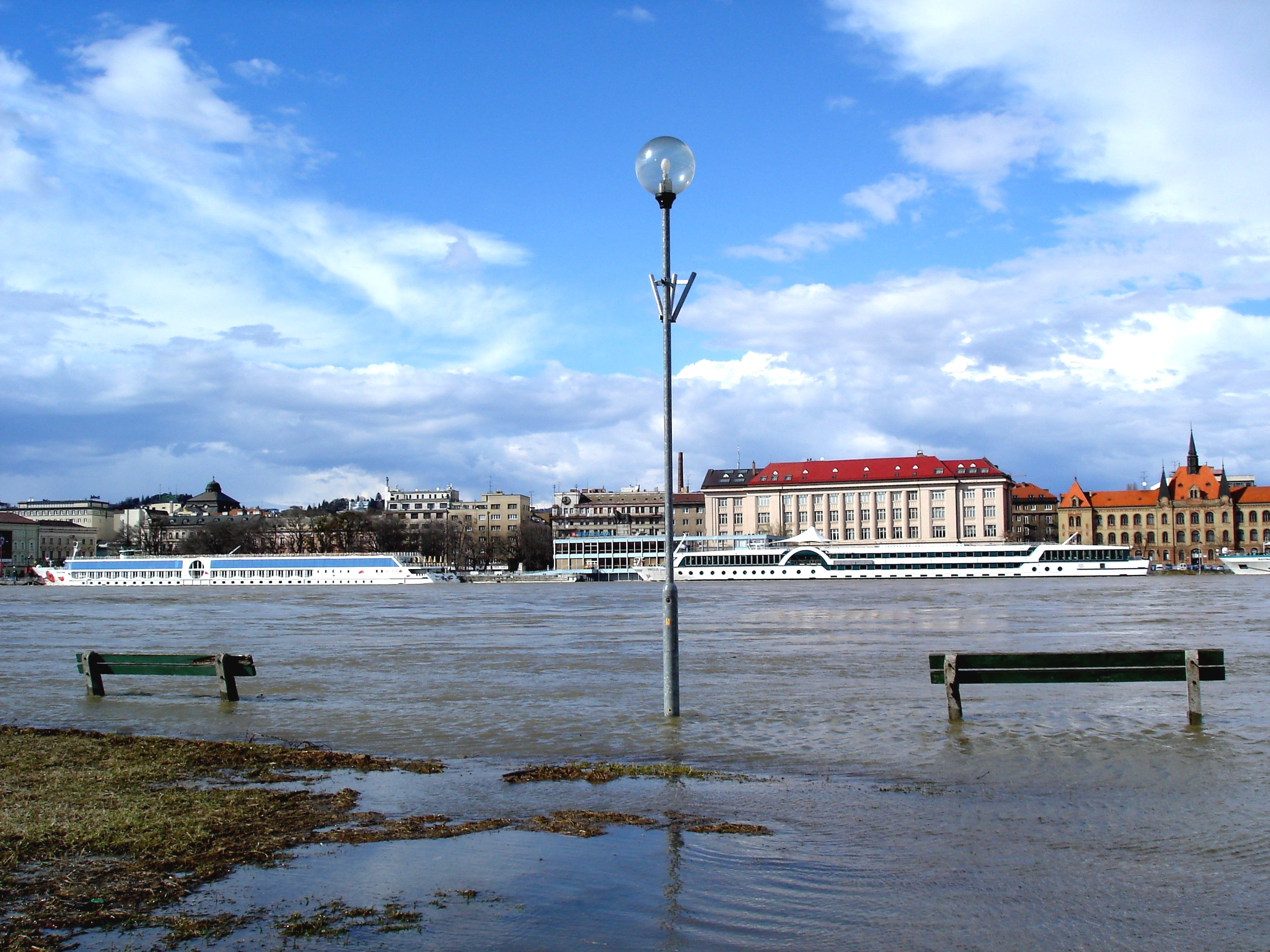
Bratislava obvykle netrpí velkými záplavami, ale Dunaj někdy přetéká přes svůj pravý břeh.

### Starověké kulturní pohledy na dolní tok Dunaje
Část řeky Dunaj, známá také jako Danubius nebo Istros, byla ve starověku (spolu s Černým mořem) označována jako Ókeanos a nazývána Ókeanos Potamos (řeka Ókeanos). Dolní tok Dunaje byl v Argonautice Apollónia z Rhodu (Argon. IV. 282) rovněž označován jako Keras Ókeanoio (záliv nebo roh Ókeana).
Na konci Ókeanos Potamos se nachází posvátný ostrov Alba (Leuke, Pytho Nisi, Hadí ostrov), zasvěcený pelasgickému (a později řeckému) bohu Apollónovi, který zde vítal východ slunce. Hekatios z Abdery zmiňuje Apollónův ostrov v oblasti Hyperborejců, v Ókeanu. Podle jedné verze jeho mýtu byl hrdina Achilles pohřben právě na ostrově Leuke (dodnes se jedna z větví Dunaje nazývá Chilia). Staré rumunské lidové písně vyprávějí o bílé klášterní svatyni na bílém ostrově, kde sídlilo devět kněží.

### Rivalita podél Dunaje

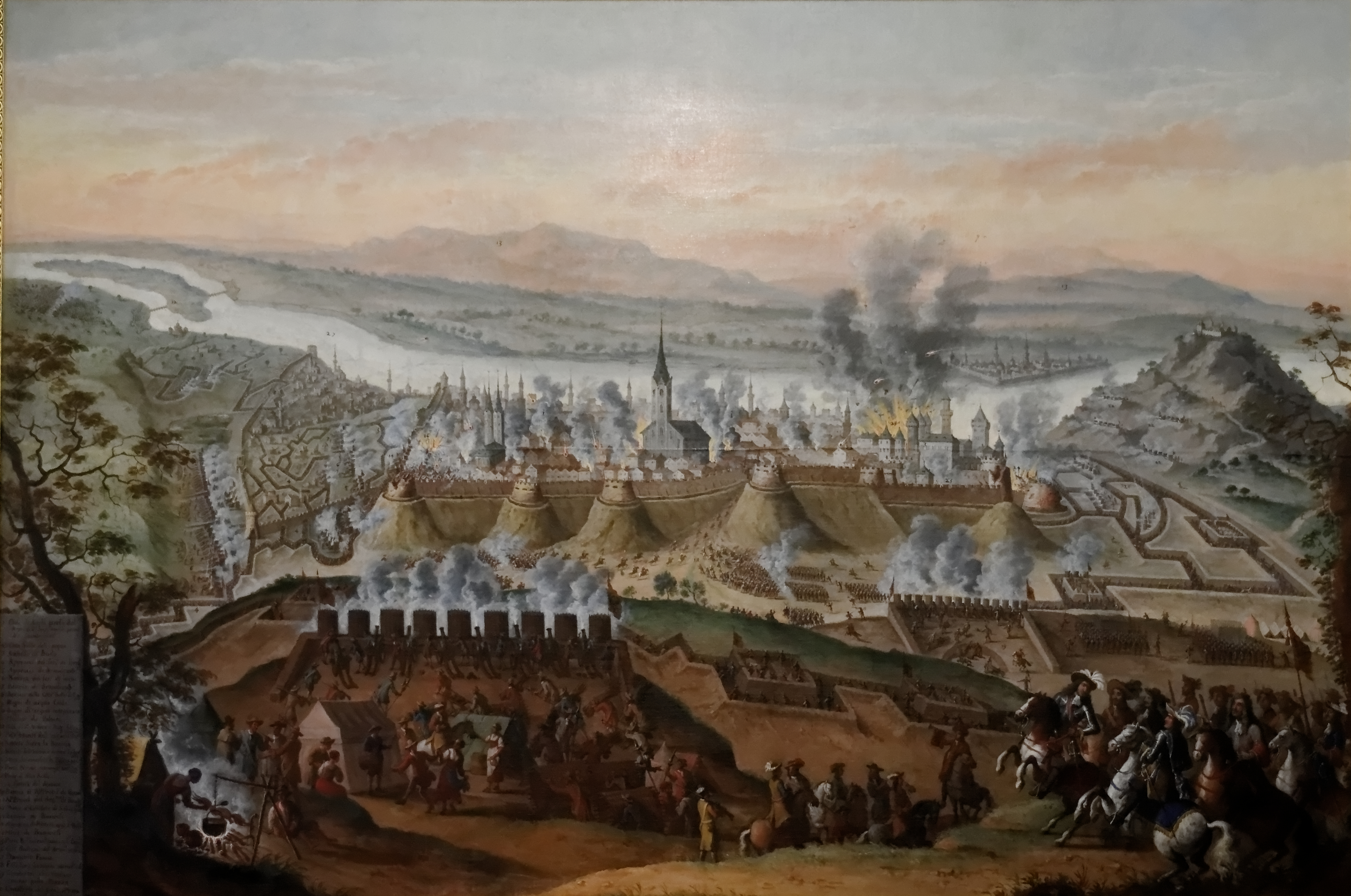
Svatá liga dobyla Budín, který drželi Osmané, po dlouhém obléhání v roce 1686

Mezi koncem 14. a koncem 19. století Osmanská říše soupeřila nejprve se Srbským královstvím, Druhou Bulharskou říší, Uherským královstvím, Valašským knížectvím a Moldavským knížectvím, a později s habsburskou monarchií, Polsko-litevskou unií a Ruskou říší o kontrolu nad Dunajem (طونه, Tuna v turečtině), který se na několik století stal severní hranicí Osmanské říše. Mnohé z osmansko-uherských válek (1366–1526) a osmansko-habsburských válek (1526–1791) se odehrály podél této řeky.
Mezi nejvýznamnější válečné konflikty Osmanské říše v oblasti Dunaje patří:
- Bitva u Nikopole (1396)
- Obléhání Bělehradu (1456)
- Bitva u Moháče (1526)
- První turecké obléhání Vídně (1529)
- Obléhání Ostřihomi (1543)
- Dlouhá válka (1591–1606)
- Bitva u Vídně (1683)
- Velká turecká válka (1683–1699)
- Krymská válka (1853–1856)
- Rusko-turecká válka (1877–1878)

### Druhá světová válka
Během rekonstrukce Markétina mostu v Budapešti v roce 2011 byly objeveny lidské ostatky. Většinou se jednalo o pozůstatky židovských obětí krajně pravicové Strany Šípových křížů.

## Fotogalerie

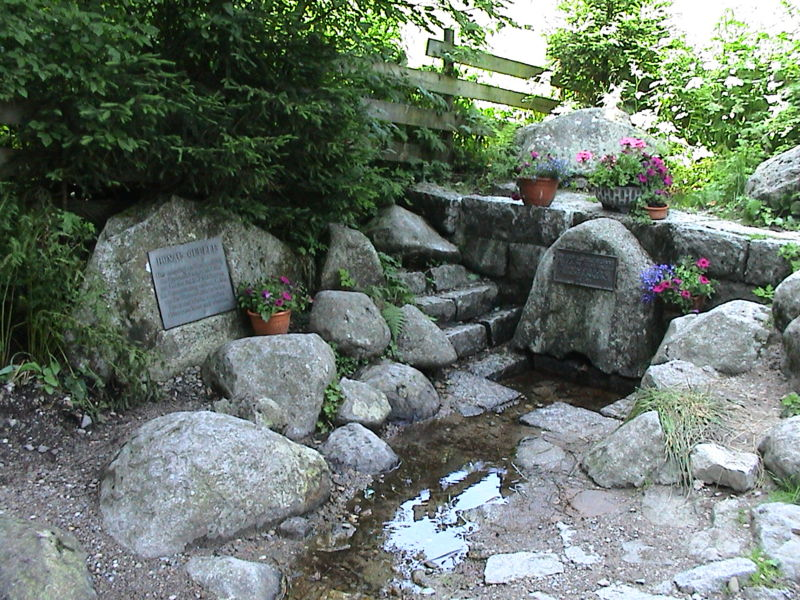
Pramen Dunaje (potok Breg) na hoře Brend u Furtwangenu
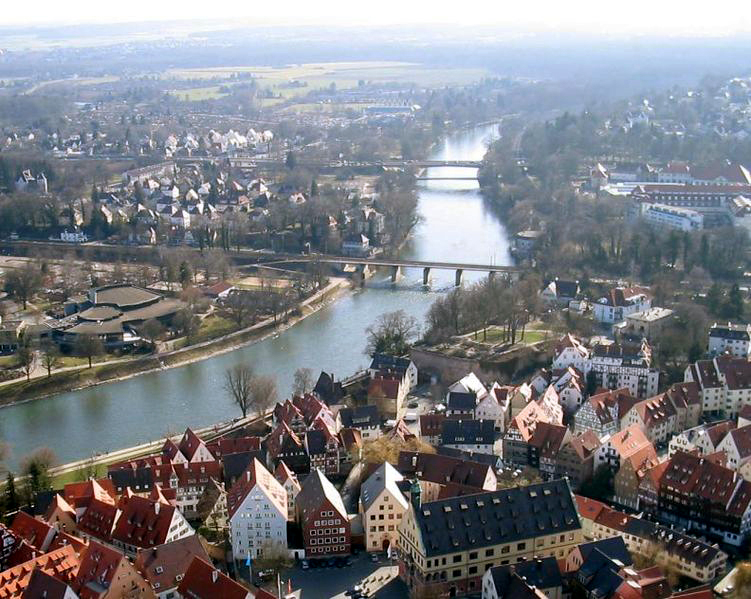
Dunaj v Ulmu
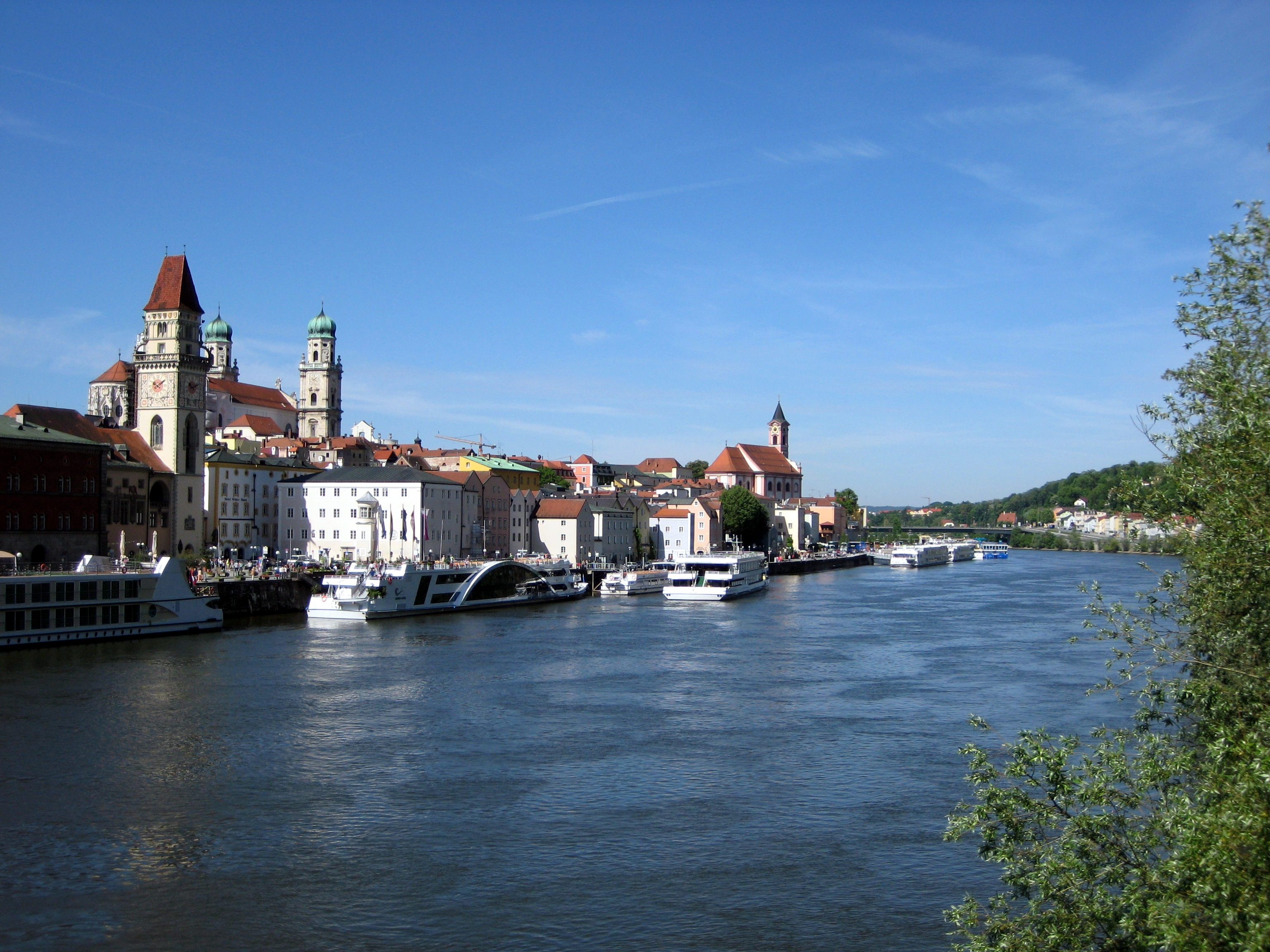
Dunaj v Pasově
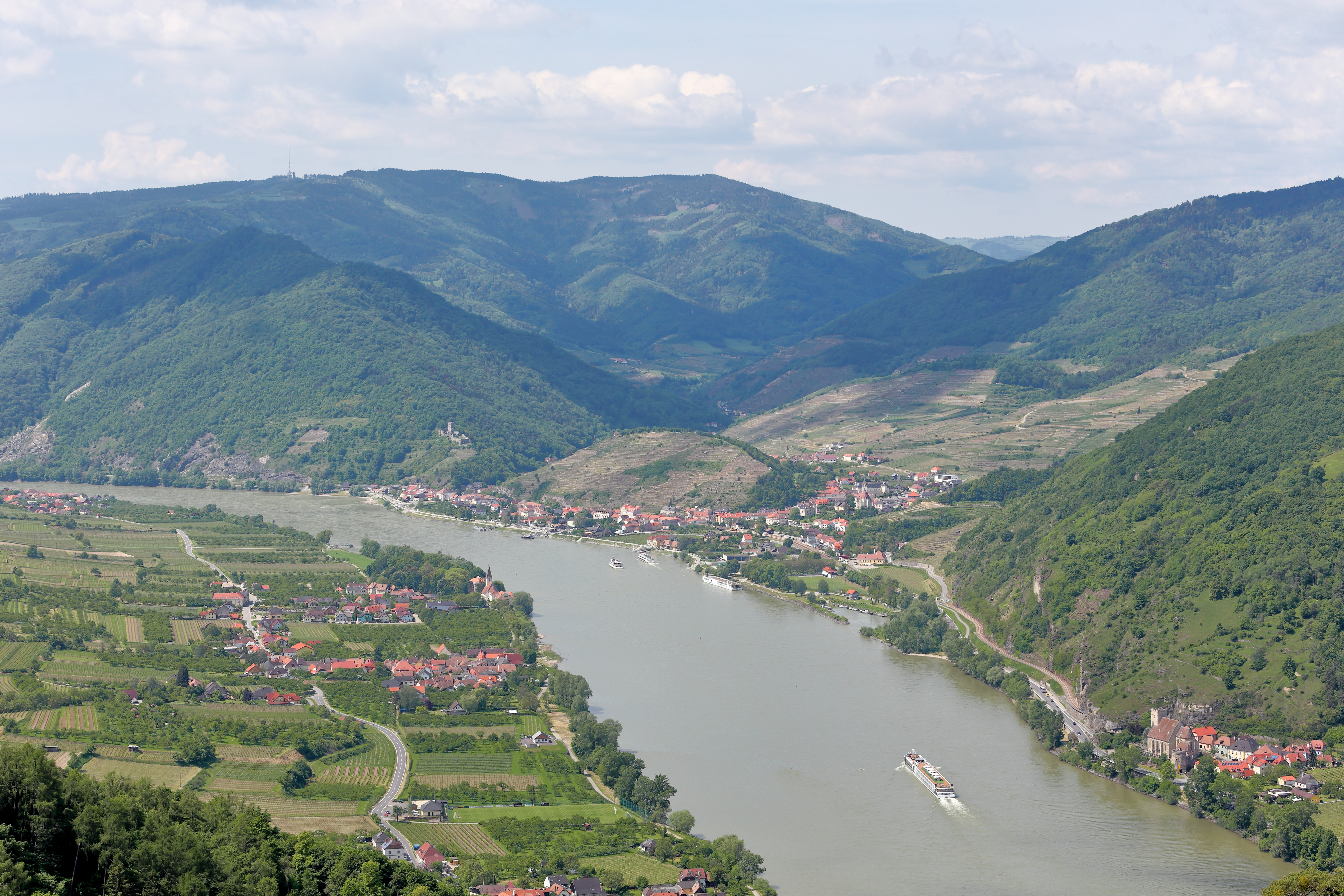
Dunaj ve Wachau
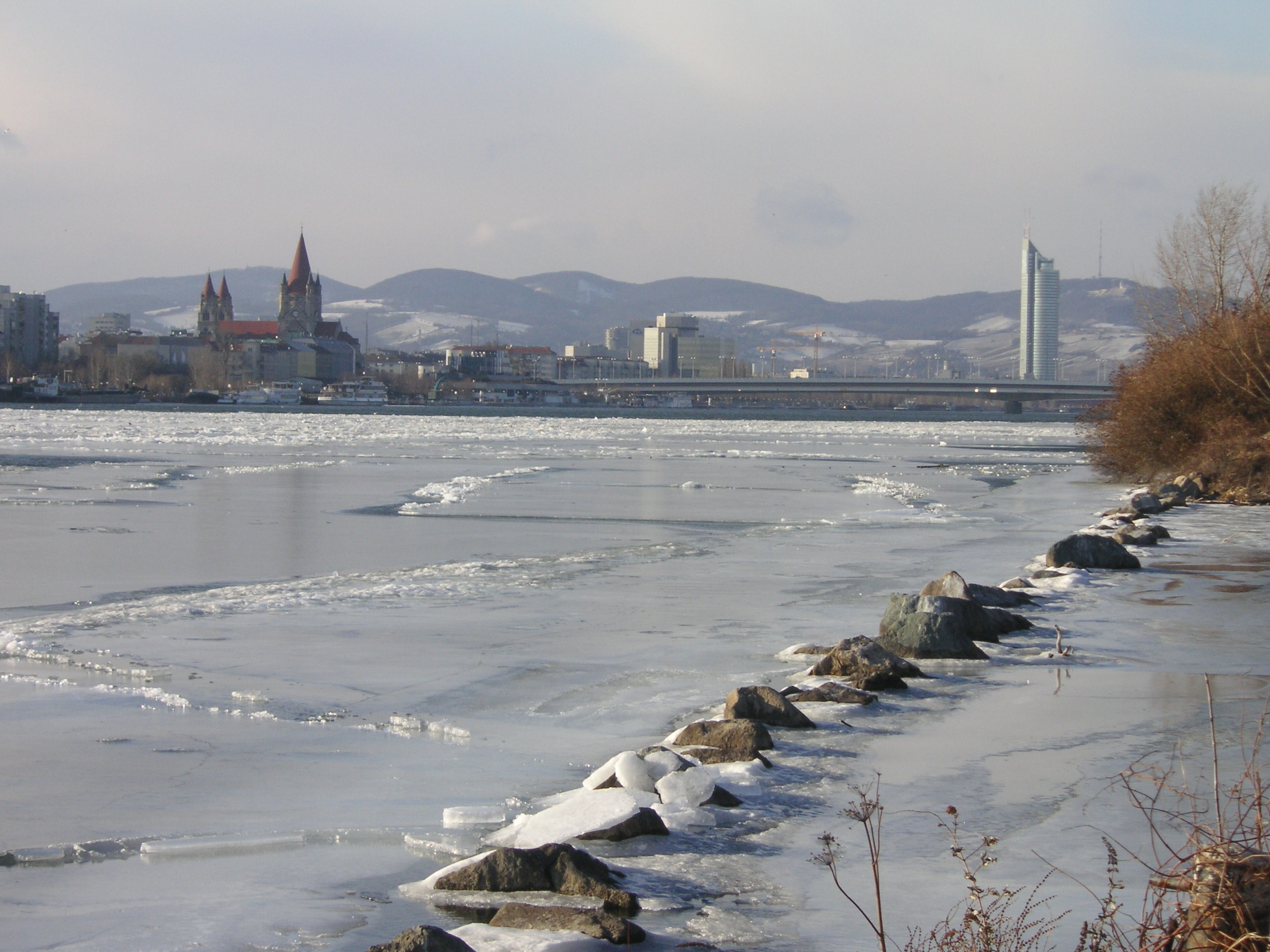
Dunaj ve Vídni
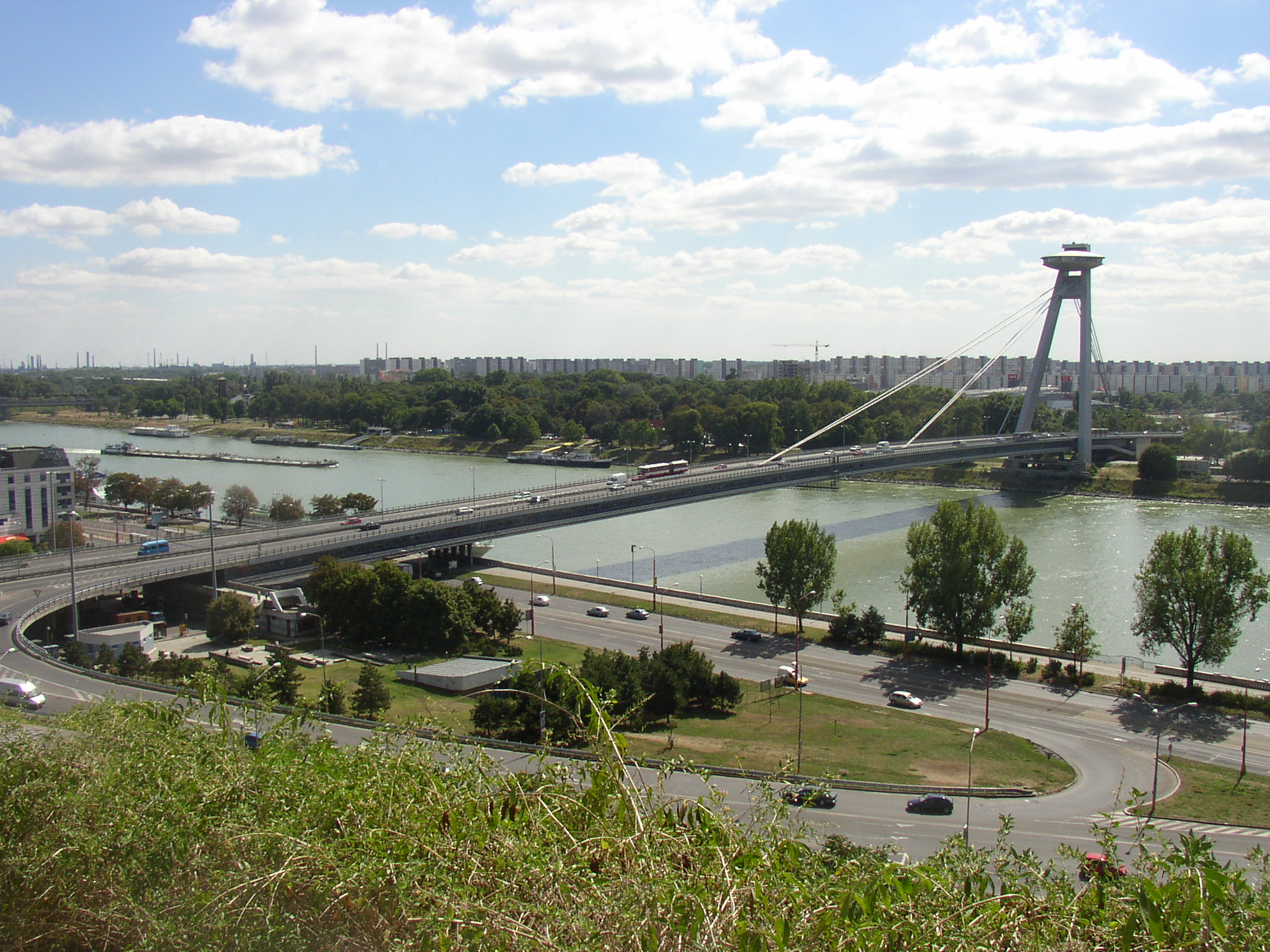
Dunaj v Bratislavě
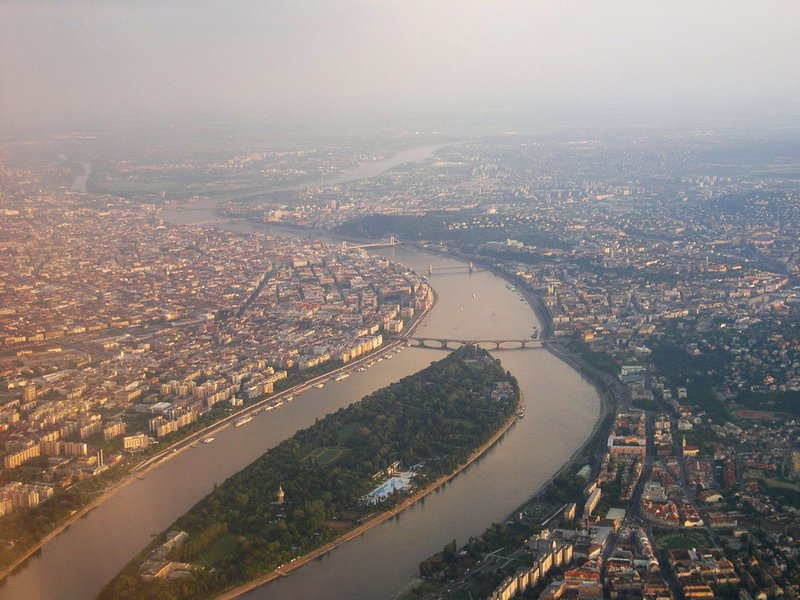
Dunajské ostrovy v Budapešti: v popředí Markétin, v pozadí Csepel
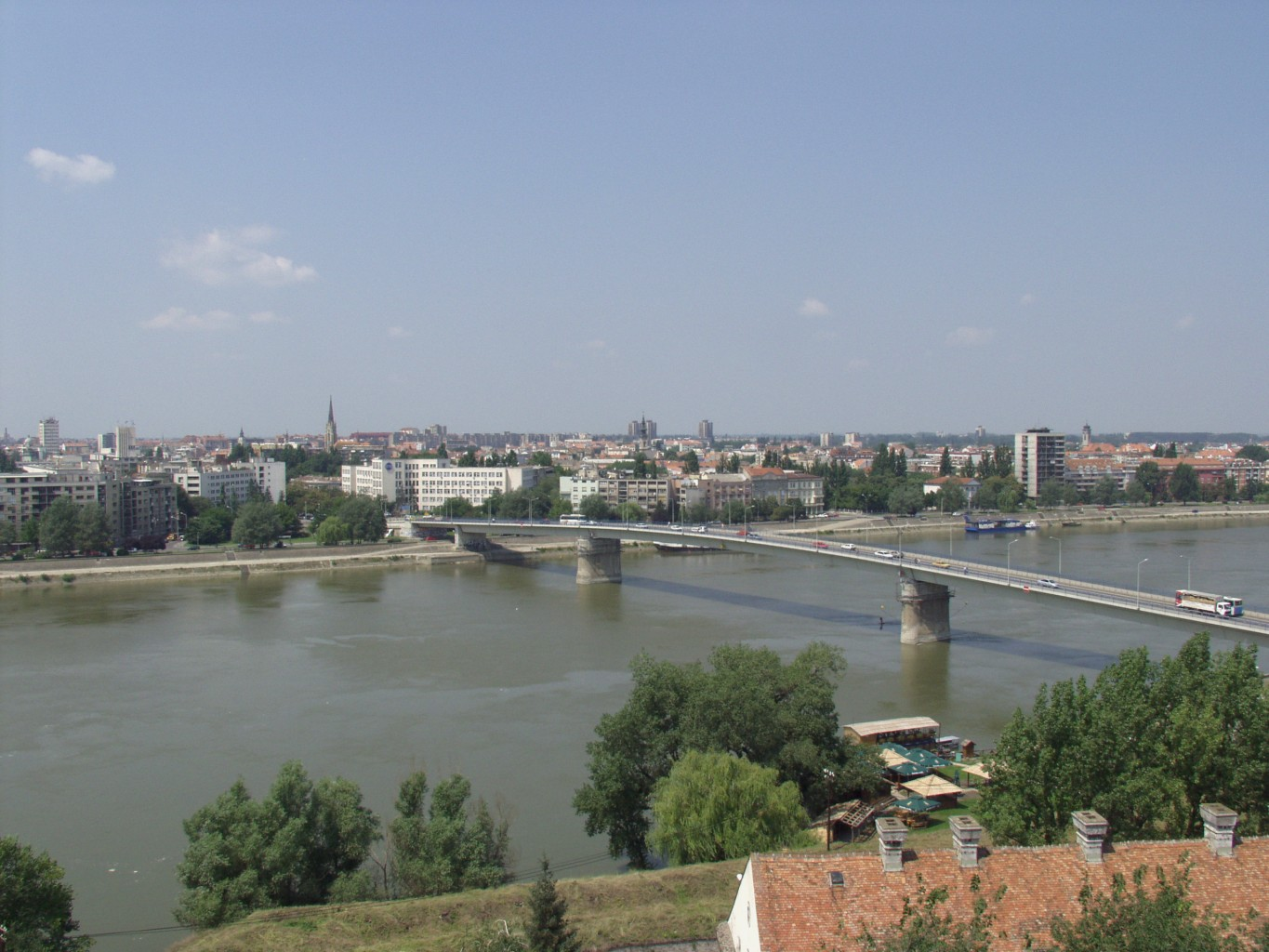
Dunaj u Nového Sadu
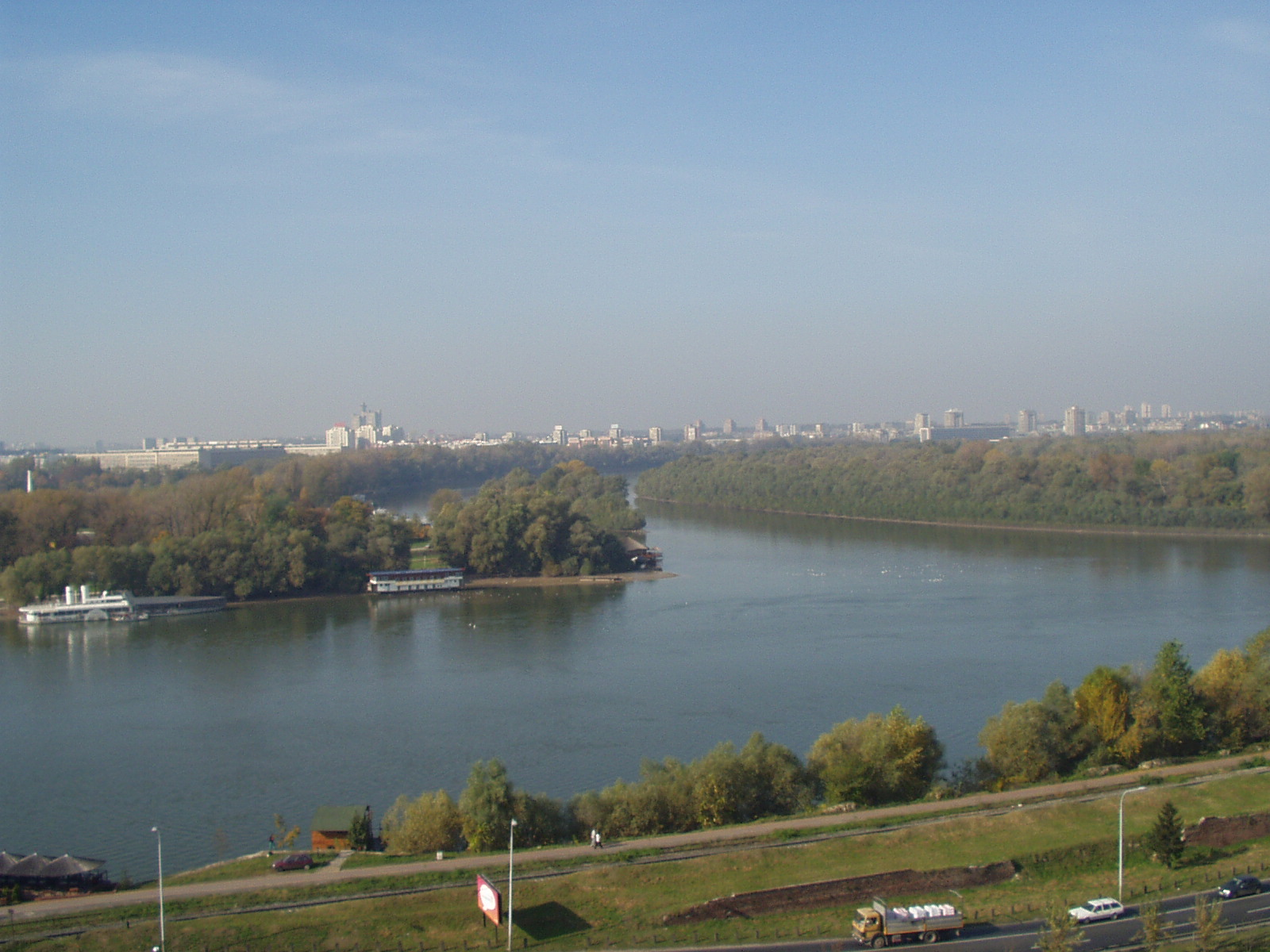
Soutok Sávy a Dunaje v Bělehradě
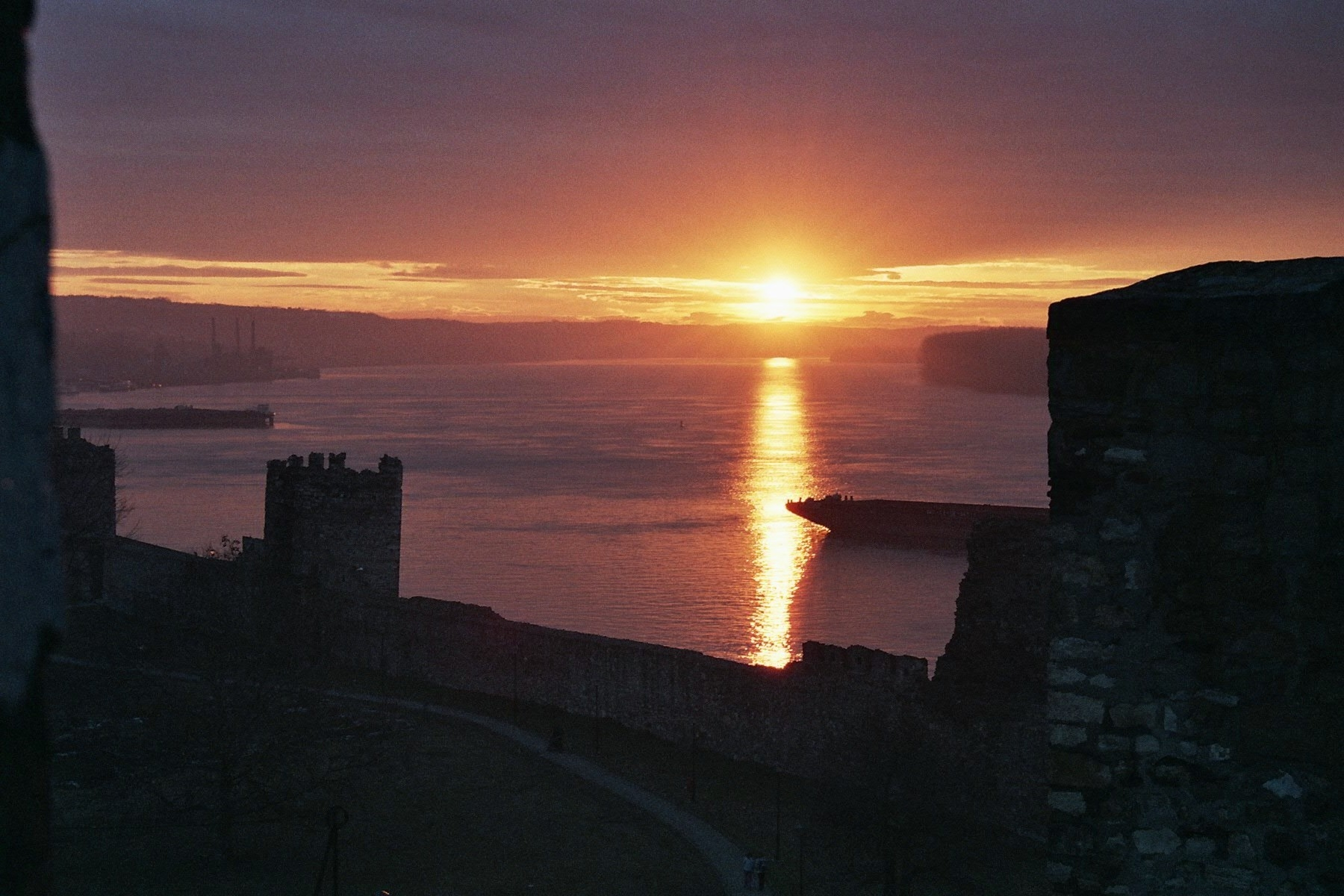
Západ slunce nad Dunajem při pohledu ze smederevské pevnosti
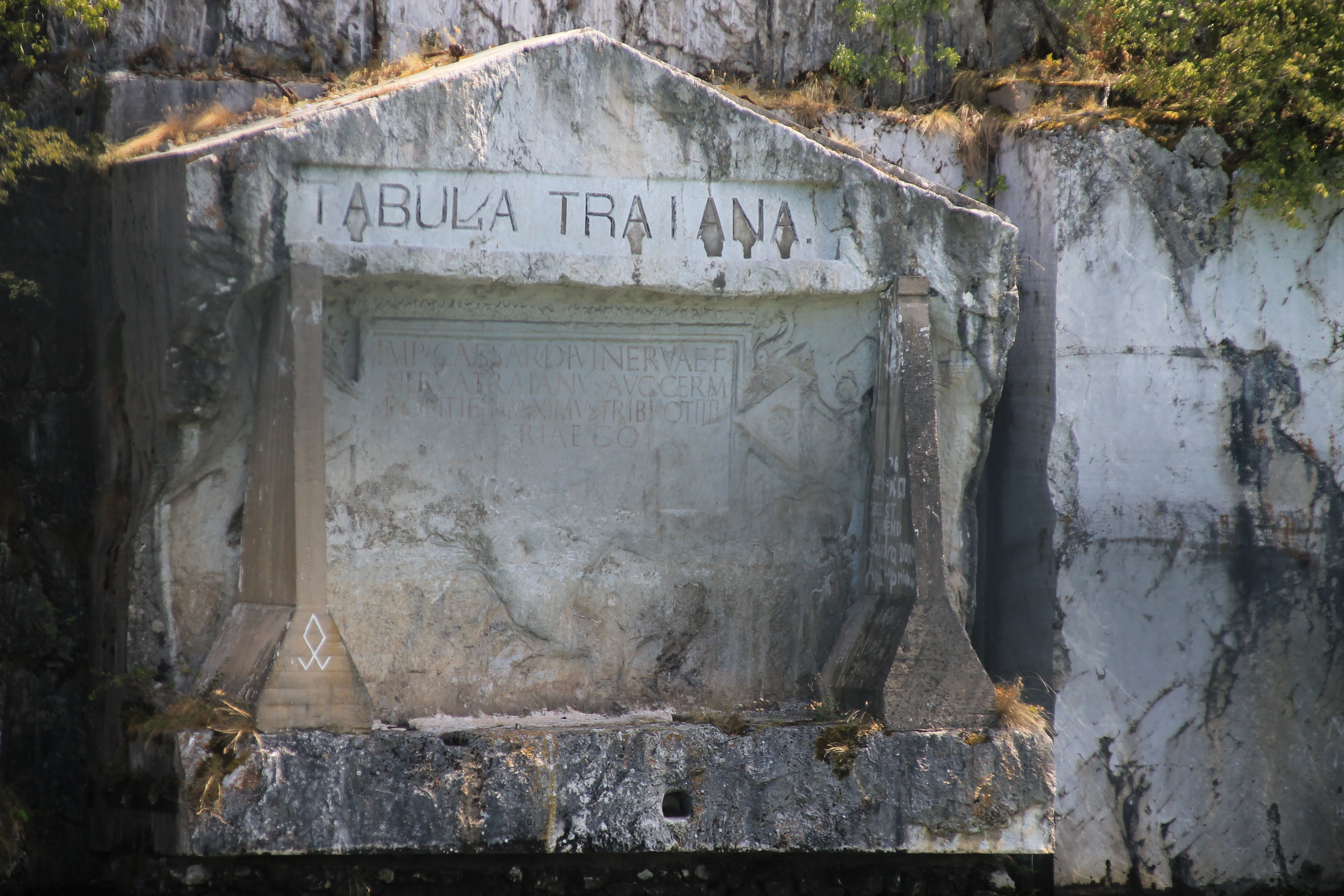
Tabula Traiana v soutěsce Železná vrata
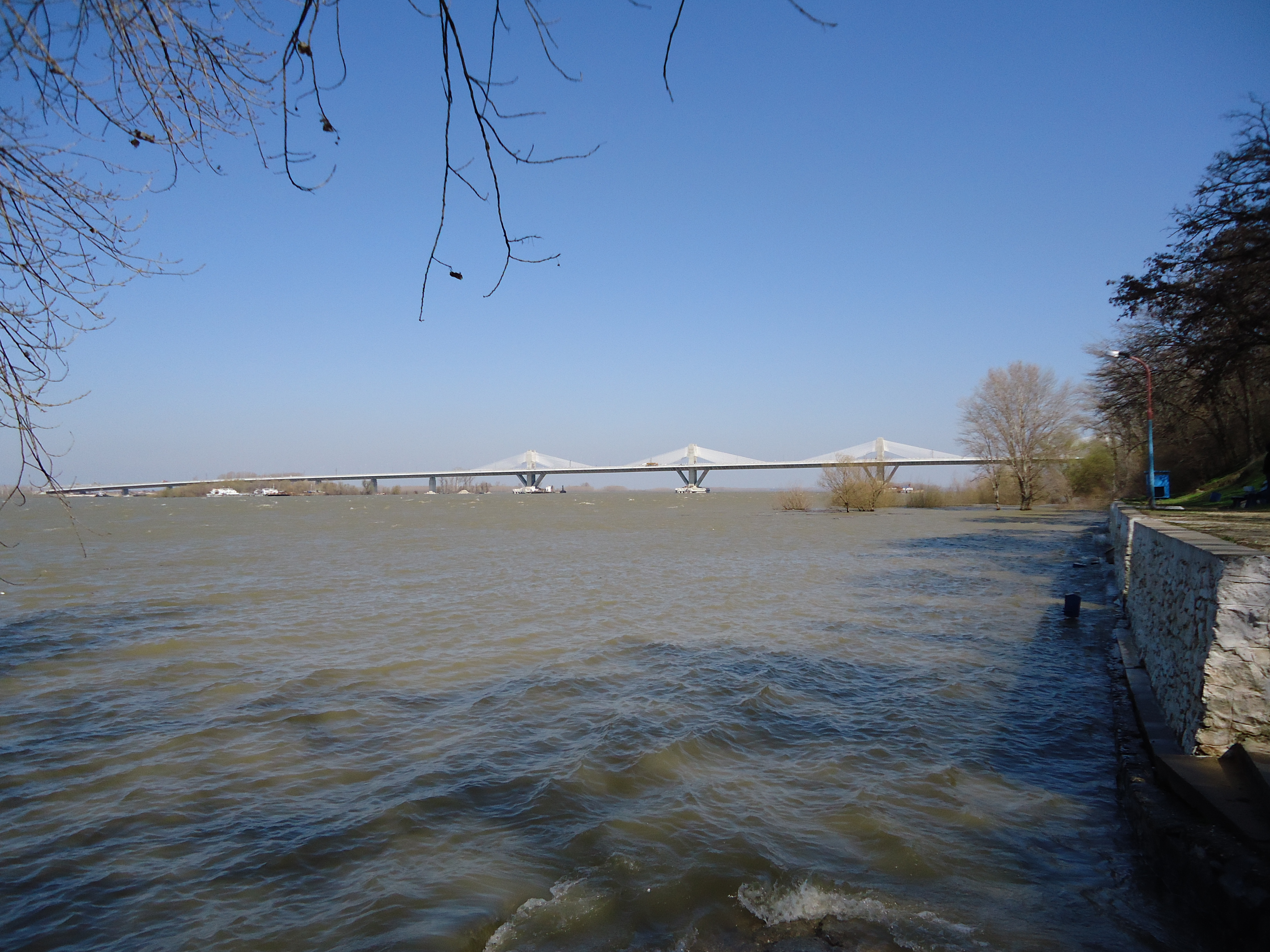
Most Nové Evropy přes Dunaj mezi Vidinem a Calafatem
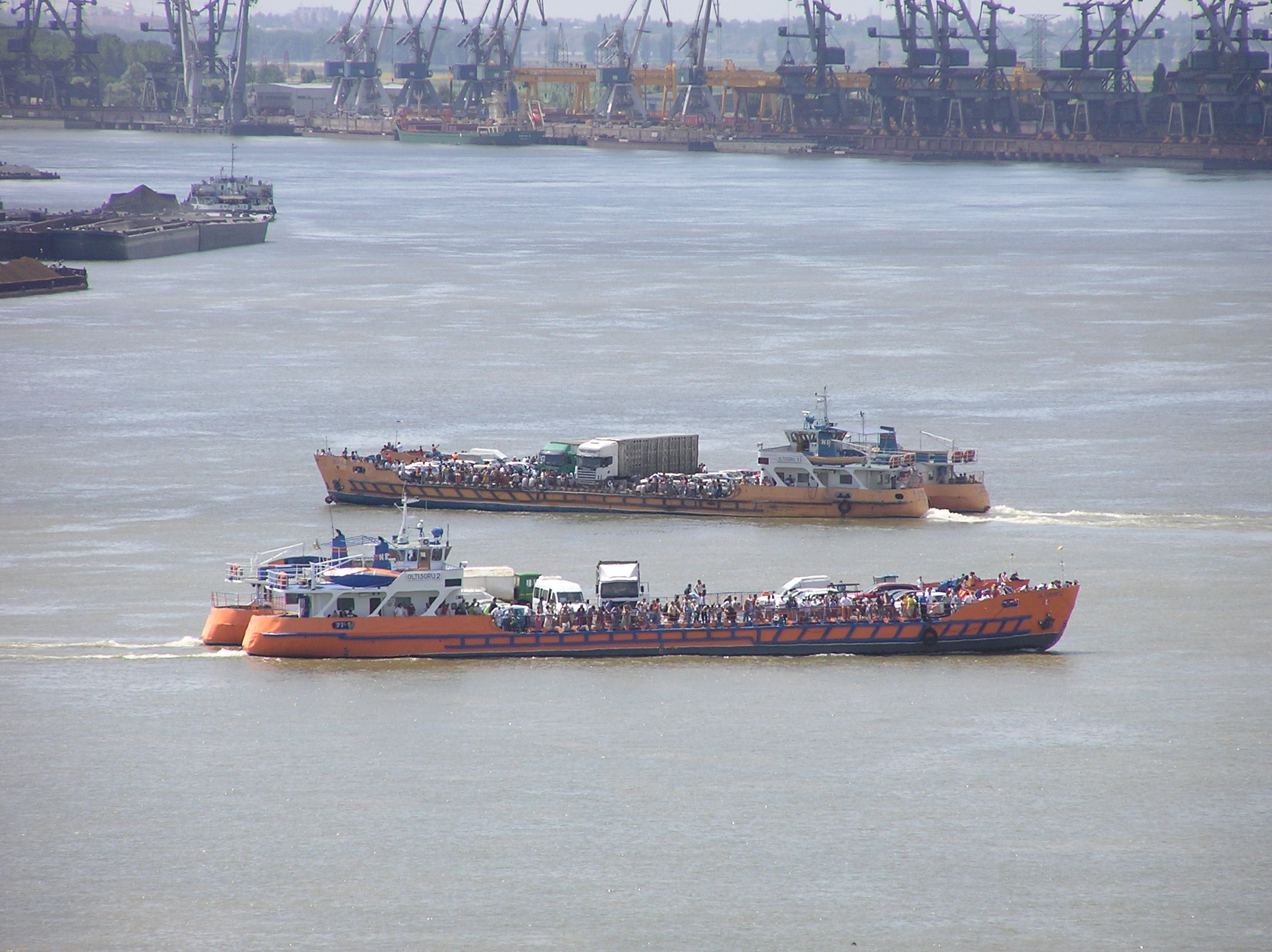
Dunajský přístav v Galați
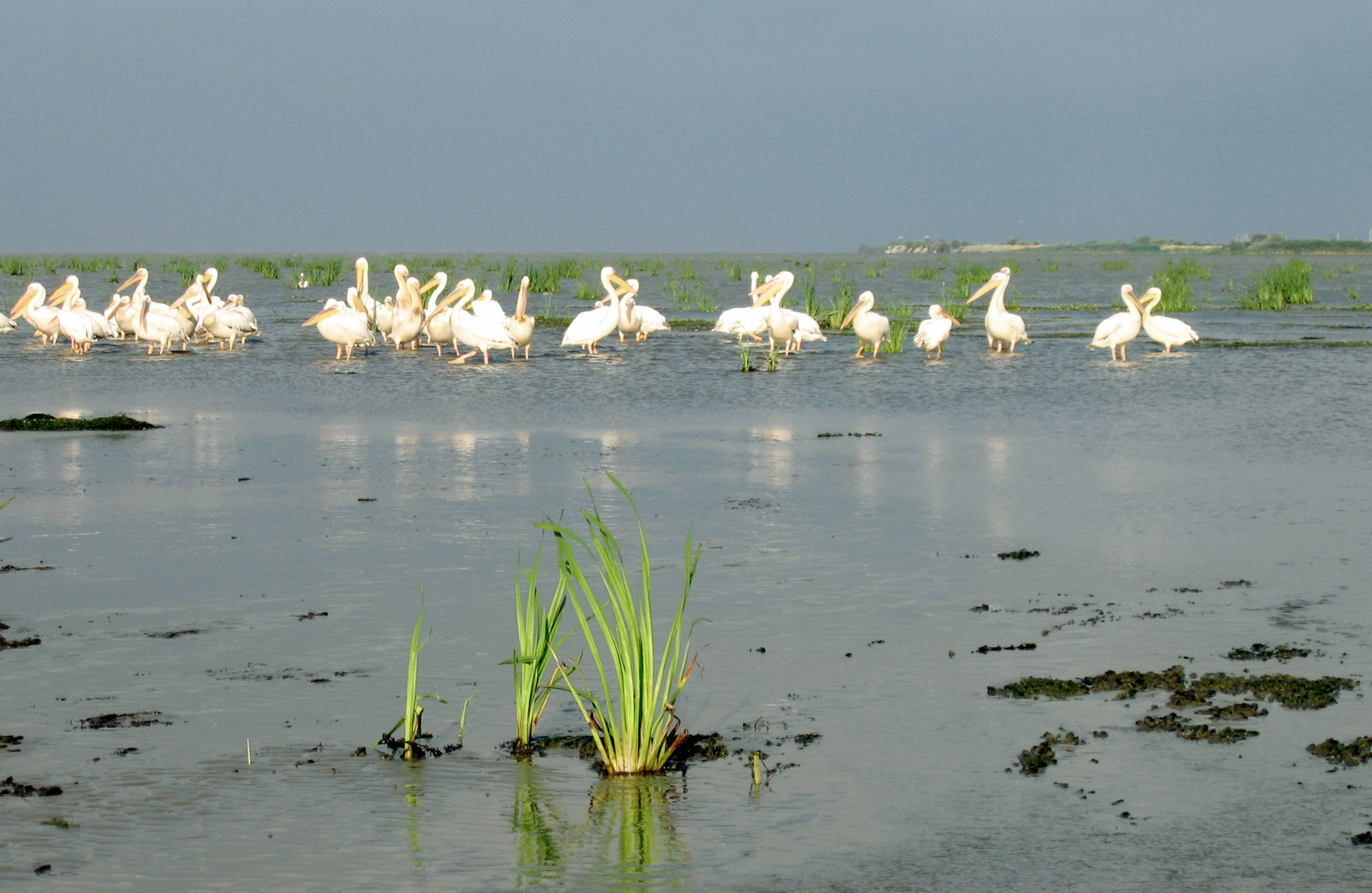
Pelikáni v dunajské deltě